# Permafrost

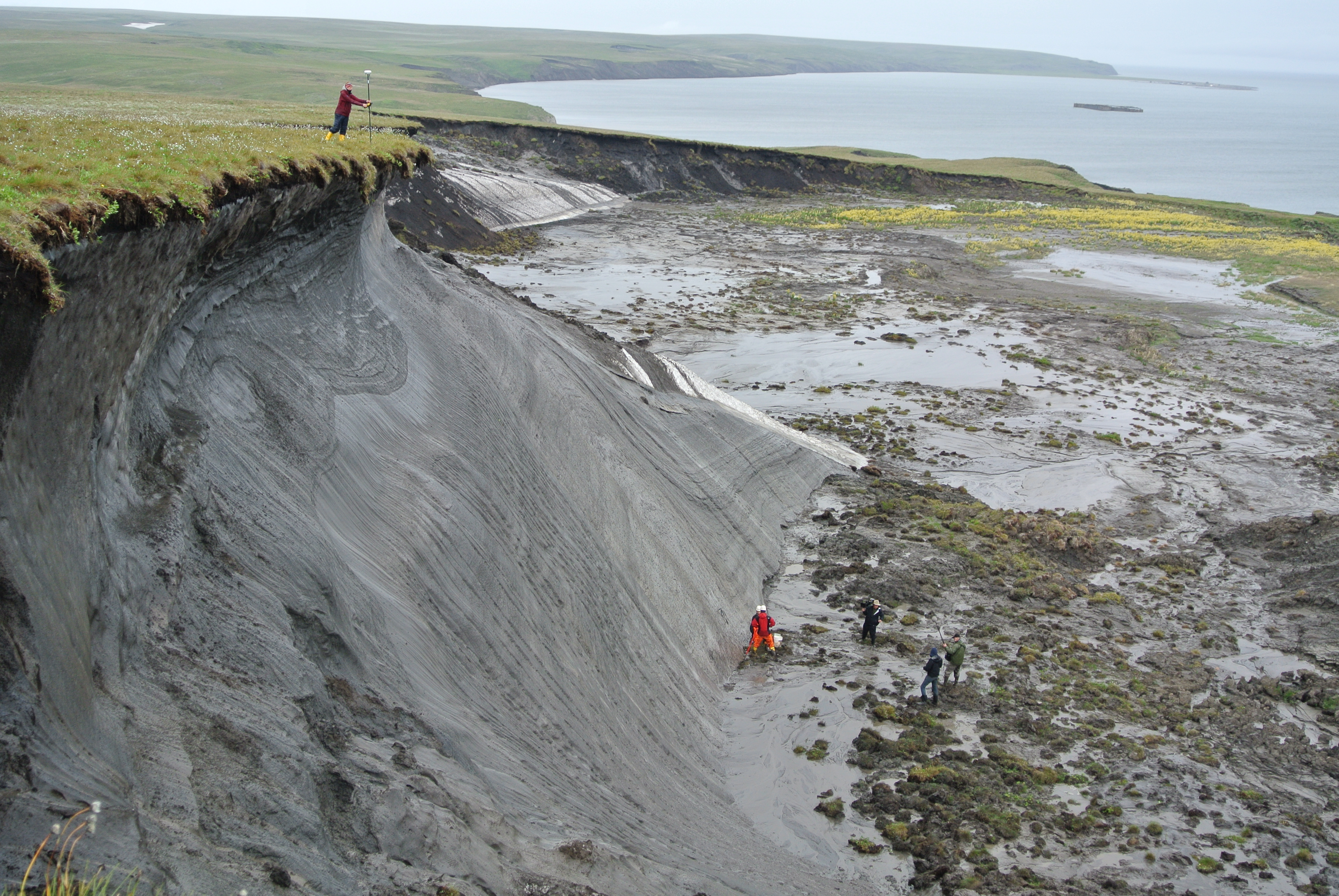
Tání permafrostu na Herschelově ostrově (2013)

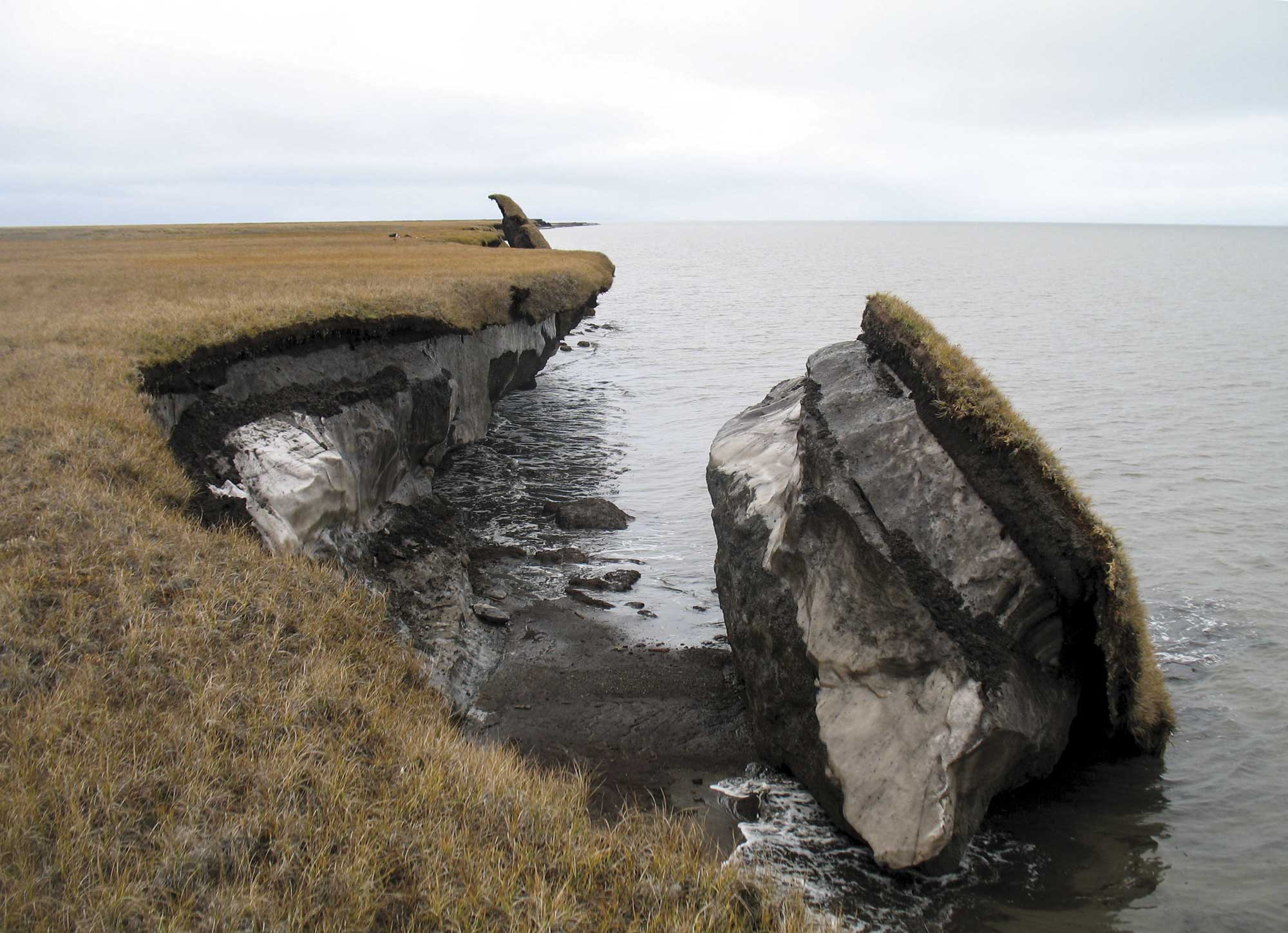
Degradace permafrostu na pobřeží Aljašky (2017)

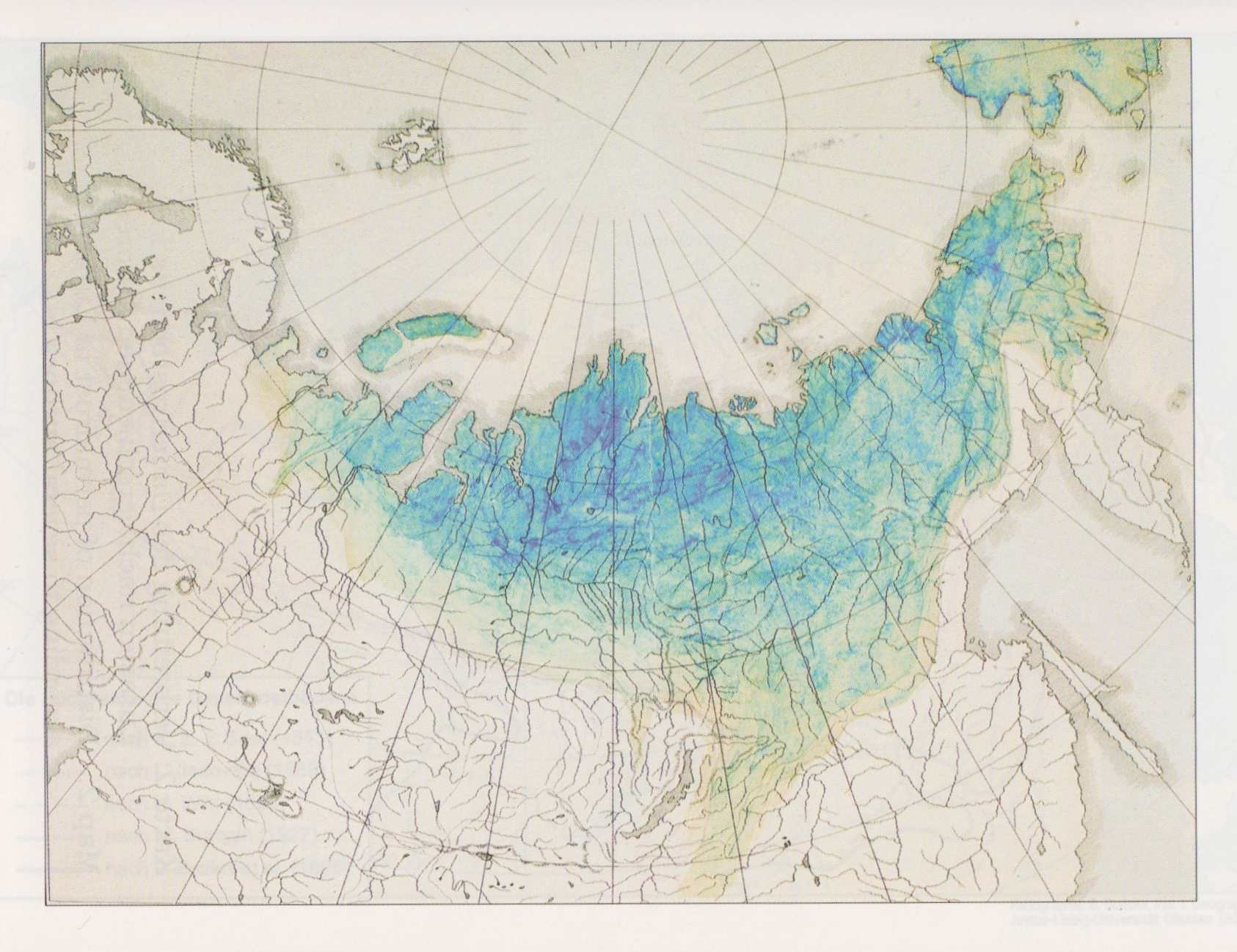
Jedna z prvních map permafrostu na Sibiři z roku 1840 od Karla Ernst von Baera

Permafrost (též věčně nebo dlouhodobě zmrzlá půda, pergelisol) je hornina, zvětralina nebo půda, jejíž teplota je po dobu dvou či více let nižší než 0 °C. Voda v takové půdě je zmrzlá a tvoří spolu s částečkami písku, hlíny a kamení tvrdou krustu. Permafrost je součástí zemské kryosféry a zabírá přibližně 11 % zemského povrchu a 25 % povrchu severní polokoule. Termín permafrost vznikl sloučením anglických slov „permanent” a „frost(y)” (trvalý a zmrzlý).
Mocnost permafrostu dosahuje až několika stovek metrů, promrzá tedy nejenom půda, ale i skalní podloží. Nejhlubší známý permafrost je na Sibiři a sahá do hloubky cca 1500 m. V některých případech se permafrost nachází pod nezamrzlou půdou a v to v různé hloubce.
Permafrost obsahuje velké množství rozložené biomasy. S postupným odtáváním permafrostu se do atmosféry Země uvolňují plyny jako metan a oxid uhličitý, což významně umocňuje skleníkový efekt v atmosféře naší planety a tedy i globální oteplování.
V oblastech tundry a tajgy svrchní část permafrostu přes léto pravidelně taje. Tato část permafrostu se nazývá aktivní vrstva a mohou na ní růst rostliny. V situaci, kdy je podloží stále zmrzlé, ale aktivní vrstva taje, mohou vznikat zvláštní povrchové geomorfologické jevy jako např. opilý les, polygonální půdy, thufur, pingo, kryoplanační terasa, apod.
Permafrost se také může vyskytovat pod mořskou hladinou. Po poslední době ledové byl takový permafrost zatopen zvyšující se hladinou oceánu, ale zároveň teplota takového oceánu dodnes není natolik vysoká, aby způsobila roztátí daného permafrostu. Jedná se o část Severního ledového oceánu. S postupným ohřevem oceánů však i tento permafrost začal tát a vypouštět zásoby skleníkových plynů.
Permafrost se také nachází na jiných planetách a vesmírných objektech. Lze ho identifikovat třeba na Marsu či na Měsíci.

## Charakteristika

### Teplota
Permafrost se může utvářet v jakémkoli klimatu, kde je průměrná roční teplota vzduchu nižší než bod mrazu vody, tedy 0 °C. Nachází se hlavně v polárních oblastech planety. Teplotní výkyvy permafrostu pod aktivní vrstvou se s hloubkou zmenšují. Ve větší hloubce pak geotermální energie udržuje teplotu nad bodem mrazu. Nad touto spodní hranicí může být permafrost se stálou roční teplotou – „izotermický permafrost“.
Na hloubku permafrostu má také vliv tepelná vodivost podloží nebo třeba blízkost zlomů tektonických desek. V členitém reliéfu pak orientace svahů (více se tvoří v extrémně zastíněných oblastech severních nebo východních svahů) nebo kamenná moře (snižují teplotu okolí o 4–7 °C).
Oblasti bez permafrostu najdeme ve vlhkých boreálních lesích, např. v severní Skandinávii a severovýchodní části evropského Ruska západně od Uralu, kde sníh působí jako izolační přikrývka. Výjimkou mohou být také zaledněné oblasti. Ledovce jsou zespodu ohřívány geotermální energií, a proto se mezi nimi a povrchem nachází kapalná voda.

### Stáří a významné lokality
Výpočty ukazují, že doba potřebná k vytvoření hlubokého permafrostu pod zátokou Prudhoe Bay na Aljašce činila více než půl milionu let. Rozšiřování tohoto permafrostu v době glaciálních a interglaciálních cyklů pleistocénu naznačuje, že současné klima v zátoce Prudhoe Bay je podstatně teplejší, než tomu bylo v průměru za posledních 15 000 let. Prvních sto metrů hloubky permafrostu se tvoří relativně rychle, ale hlubší vrstvy promrzají podstatně déle.
| Roky    | Hloubka  |
| ------- | -------- |
| 1       | 4,44 m   |
| 350     | 79,9 m   |
| 3,500   | 219,3 m  |
| 35,000  | 461,4 m  |
| 100,000 | 567,8 m  |
| 225,000 | 626,5 m  |
| 775,000 | 687, 7 m |

Zatímco povrch severní polokoule je z 25 % pokryt permafrostem, jeho přítomnost na jižní polokouli a zejména na Antarktidě je předmětem usilovného výzkumu. V oblasti Dry Valleys v Zemi královny Viktorie (Antarktida) se nachází permafrost, jehož stáří se odhaduje na 8 milionů let.
Kromě oblastí, které jsou pokryty ledovci, se permafrost nachází především v Rusku, dále v Kanadě a Číně. V některých oblastech světa jde o poměrně mladý, současně se formující permafrost, zatímco v jiných částech jako je Sibiř nebo Aljaška, jde o zamrzlou půdu, jejíž existence staří je několik set tisíc let. Doposud největší naměřená hloubka permafrostu dosahuje 1 493 metrů a to v povodí řek Lena a Jana na Sibiři.

### Aktivní vrstva
Permafrost může být překryt tzv. aktivní vrstvou, což je vrstva půdy vystavená sezónním cyklům mrznutí a tání. Někdy se označuje jako činná, tavná či regelační vrstva.
Na aktivní vrstvu se váže několik procesů a jevů, z nichž výrazný je například mechanický rozpad hornin. Důsledkem opakovaného rozmrzání a zamrzání sedimentů dochází k mrazovému třídění materiálu. Tloušťka aktivní vrstvy je ovlivňována ročním obdobím, místními klimatickými podmínkami nebo třeba globálním oteplováním. Nejčastěji je 0,3 m až 4 m hluboká (mělká je podél arktického pobřeží; hluboká je v jižní Sibiři a na Qinghai-tibetské plošině).
V aktivní vrstvě může růst vegetace. Přítomnost věčně zmrzlé půdy má významné důsledky pro ekosystémy. Mocnost aktivní vrstvy přímo ovlivňuje hloubku zakořeňování vegetace a možnosti budování úkrytů a nor různých živočichů. Příkladem je dominance smrku černého v oblastech pokrytých permafrostem v Severní Americe, protože tento druh snese i velmi mělké zakořenění.

## Klasifikace

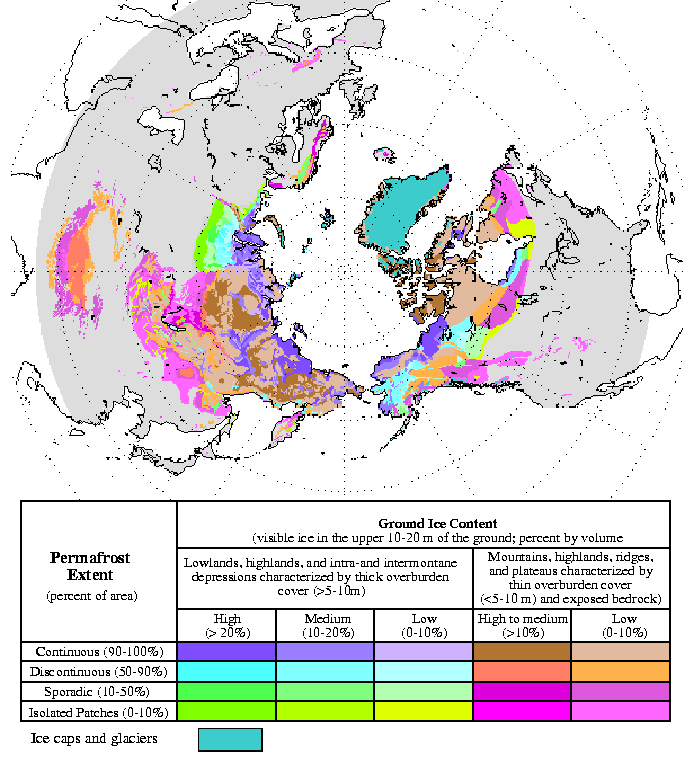
Rozšíření permafrostu na severní polokouli podle poměru zabrané plochy

### Podle poměru zabrané plochy
Celosvětově se rozlišují čtyři základní kategorie permafrostu podle podílu rozlohy, kterou zabírají v dané oblasti. Souvislý permafrost zabírá 90–100 % plochy, nesouvislý 50–90 % plochy, sporadický 10–50 % plochy a izolovaný méně než 10 % vybrané plochy. Nejčastějším typem permafrostu je souvislý permafrost (z 50 %), zbytek tvoří nesouvislý permafrost (okolo 20 %) a sporadický či izolovaný permafrost (okolo 30 %).
- Souvislý – průměrná roční teplota povrchu půdy pod −5 °C nemůže nikdy stačit k rozmrznutí permafrostu. Hranice souvislého permafrostu se po celém světě mění ve směru sever – jih v důsledku mikroklimatické dynamiky. Na jižní polokouli spadá ekvivalentní linie do oblasti Jižního oceánu. Obnažený povrch Antarktidy je z podstatné části pokryt permafrostem, který na pobřeží odtává.[23][24][25][26]
- Nesouvislý – zabírá 50–90 % vybrané plochy. Obvykle se nachází v místech, kde je průměrná roční povrchová teplota půdy mezi -5 a 0 °C. Proto se vytváří spíše na místech, která jsou nějakým způsobem chráněna před teplem – obvykle na severním svahu (na jižním svahu pro jižní polokouli).[22][27]
- Sporadický – pokrývá méně než 50 % krajiny a typicky se vyskytuje při průměrných ročních teplotách mezi 0 a -2 °C.[22]

### Podle obsahu vody (rozdíl mezi ledem a permafrostem)

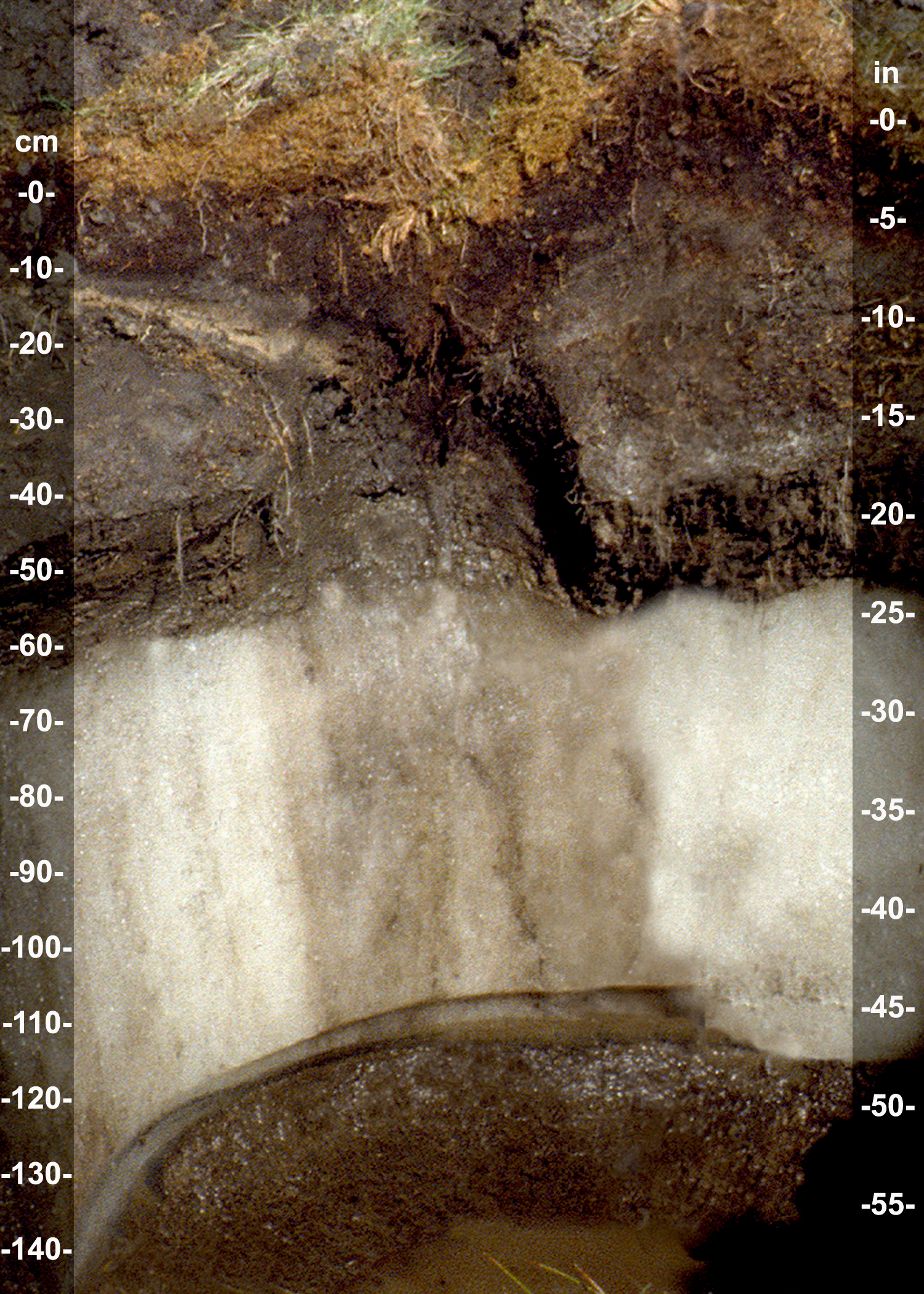
Průřez permafrostem v cm

Zatímco ledovec se skládá především z ledu, permafrost je nejčastěji směsí půdy a ledu. Existují i permafrosty, v nichž není voda přítomna, jde o tzv. suchý permafrost. Led tvoří až 90 % celkové hmoty permafrostu. Objem veškerého podzemního ledu v permafrostu na Zemi se odhaduje na 0,2 až 0,5 x 106 km3. Pokud ovšem obsah ledu v permafrostu překročí 250 % (hmotnostní poměr ledu k suché půdě), pak už jde o masivní led, dále klasifikovaný na škále ledové bahno – čistý led.
- Zasypaný povrchový led – oblast permafrostu, tvořená pohřbeným masivním ledem, který pochází ze sněhu, zamrzlého jezera či z mořského ledu, nebo z aufeis (uvízlého říčního ledu), ale nejčastěji z ledovcového ledu.[31]
- Intrasedimentální led – tvoří se místním zamrzáním podzemních vod. Převládá zde segregační, intruzívní a injektážní led.[29][30]

### Podle vzniku
Z genetického hlediska rozlišujeme dva typy permafrostu a to epigenetický, který se tvoří až po vzniku zeminy/půdy a syngenetický, tvořící se současně s usazováním sedimentu. Rozdíly v obou typech spočívají především v rozmístění ledu. Epigenetický typ má heterogenní strukturu, která je podmíněna zmrznutím shora, a proto je také podzemní led zastoupen ve svrchním horizontu permafrostu. U syngenetického typu je podzemní led rozložen rovnoměrněji v celém profilu mrzloty, přičemž množství zemního ledu je celkově větší než u typu epigenetického.

## Terminologie: krajinné segmenty a doprovodné jevy

Ledový klín

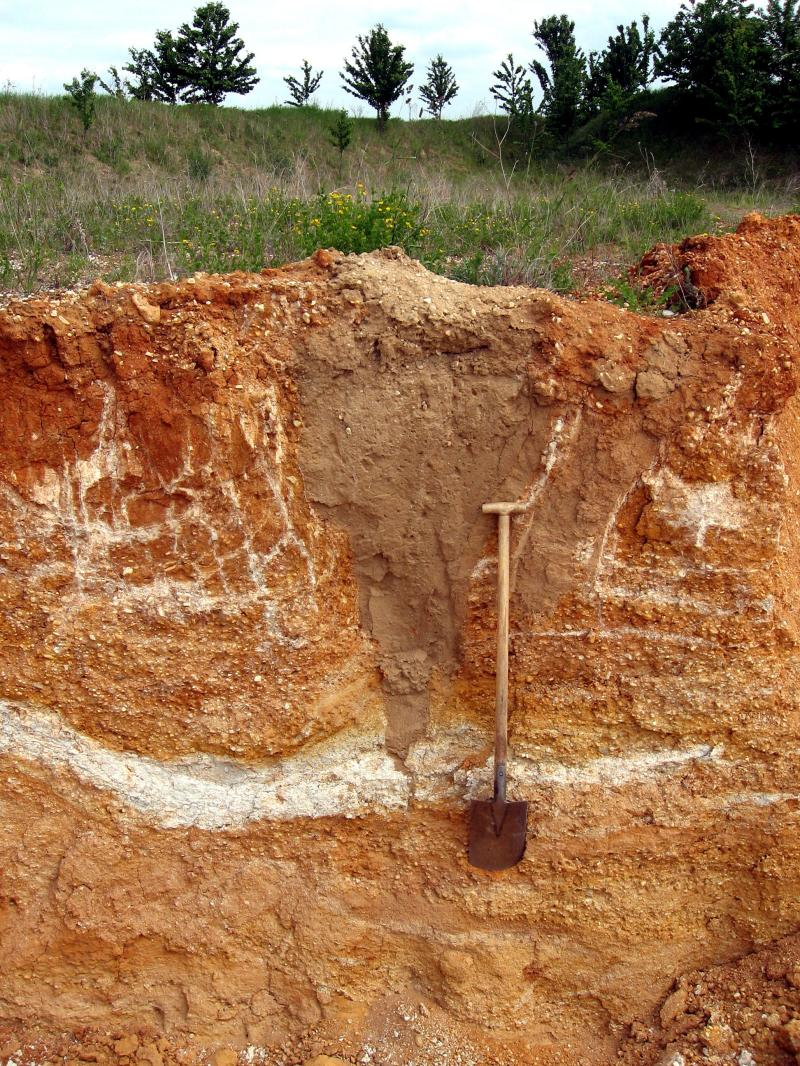
Prostor po bývalém ledovém klínu v miocenním štěrkovém ložisku, který byl následně zaplněn spraší. Lorenziberg, Německo

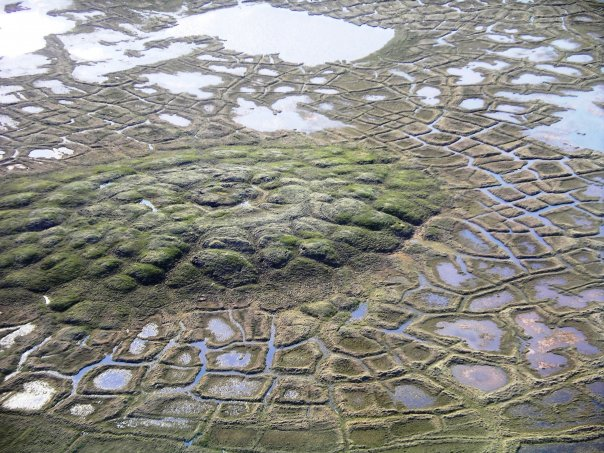
Strukturální půda okolo pinga v blízkosti Tuktoyaktuku, Kanada

Pravidelné zamrzání a rozmrzání aktivní vrstvy permafrostu se projevuje ve zvláštních geomorfologických útvarech všech velikostí. V aktivní vrstvě dochází ke kryoturbacím, tedy pohybům půdy jak ve vertikálním tak i v horizontálním směru. Půdy, jejichž hlavním půdotvorným činitelem je mráz, a které obsahují permafrost alespoň dva metry pod povrchem, se nazývají kryosoly.
Ledový klín – útvar, který vznikne, když do puklin v permafrostu zateče voda a zmrzne. Přítomnost pozůstatků ledových klínů lze pozorovat i v ČR, např. mezi obcemi Kralupy nad Vltavou a Velvary nebo Horní a Dolní Kalná. Mrazový klín – podobný útvar, který vznikne, když do puklin zateče rozbředlá hmota z aktivní vrstvy.
Strukturní půdy – půdy, na jejichž povrchu se přirozenou cestou vytvářejí nápadné geometrické obrazce většinou ohraničené kamením. Jsou typické pro kamenité rovinaté podloží. Hlavním činitelem jejich vzniku je mrazové třídění nehomogenního materiálu.
- Polygonální půdy – půdy, které na povrchu vytváří geometrické útvary, především mnohoúhelníky nebo kruhy či prstence, a to na rovinatém terénu se sklonem do 5°. Jde o útvary s mírně vyklenutým středem, na jejichž okraji je soustředěn hrubší materiál. Mohou mít průměr i několik metrů. Můžeme je pozorovat také v České republice na plochých hřebenech Krkonoš (Luční hora), Hrubého Jeseníku (Vysoká hole, Břidličná hora), dále také na Slovensku (Vysoké Tatry).
  - Brázděné půdy – jedná se de facto o polygonální půdy, ale tentokrát na ukloněném svahu. Z tohoto důvodu jsou geometrické tvary protažené ve směru sklonu svahu. Mají tedy oválný tvar. Vytvářejí se na svazích se sklonem 5° až 25°.
  - Dlážděné půdy – jsou méně častým případem polygonálních půd. Vznikají mrazovým vytříděním silně zvlhčeného hrubého materiálu, jenž se koncentruje při povrchu a vytváří efekt dlažby.

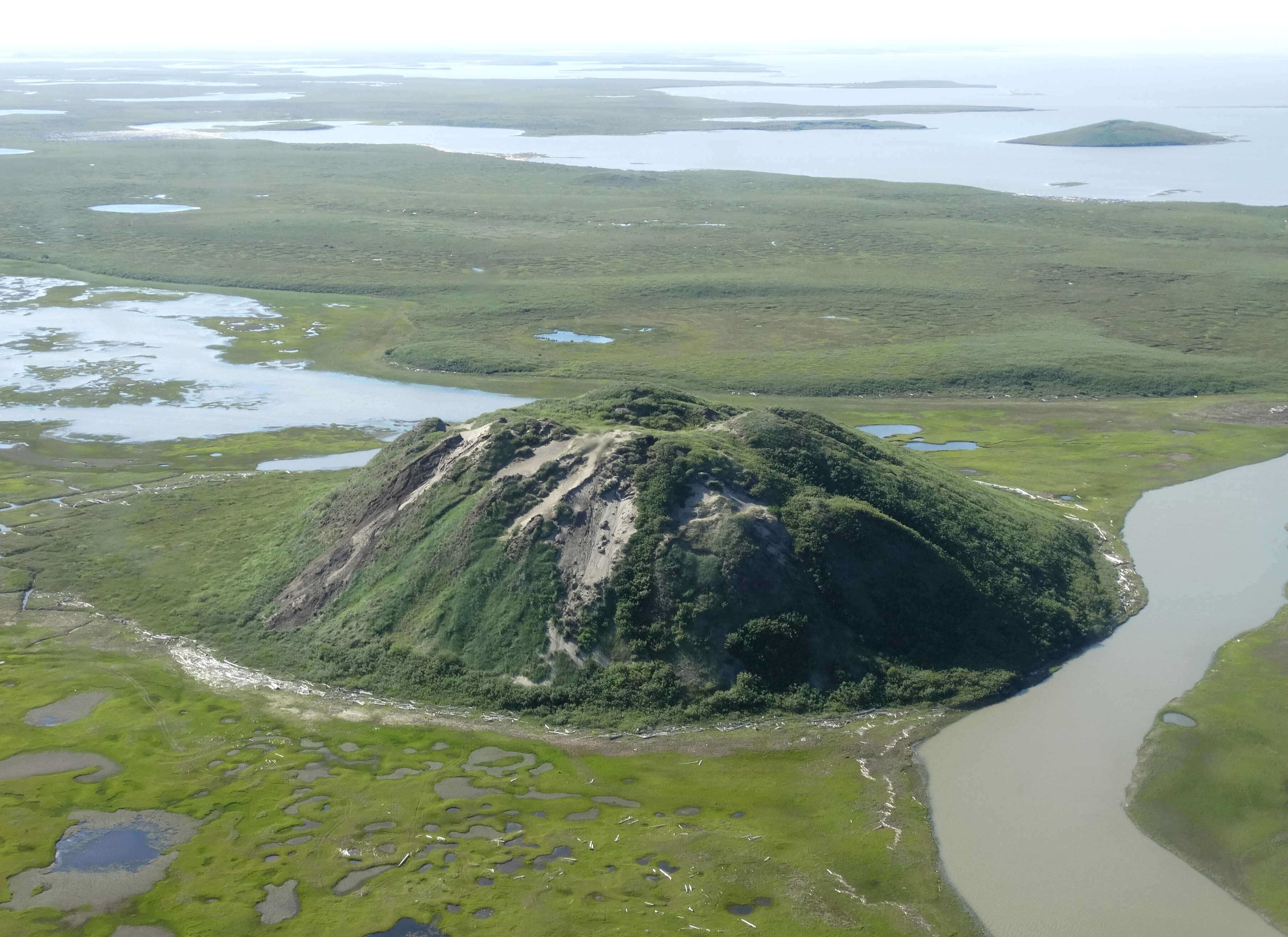
Největší pingo v Kanadě „Ibyuk"

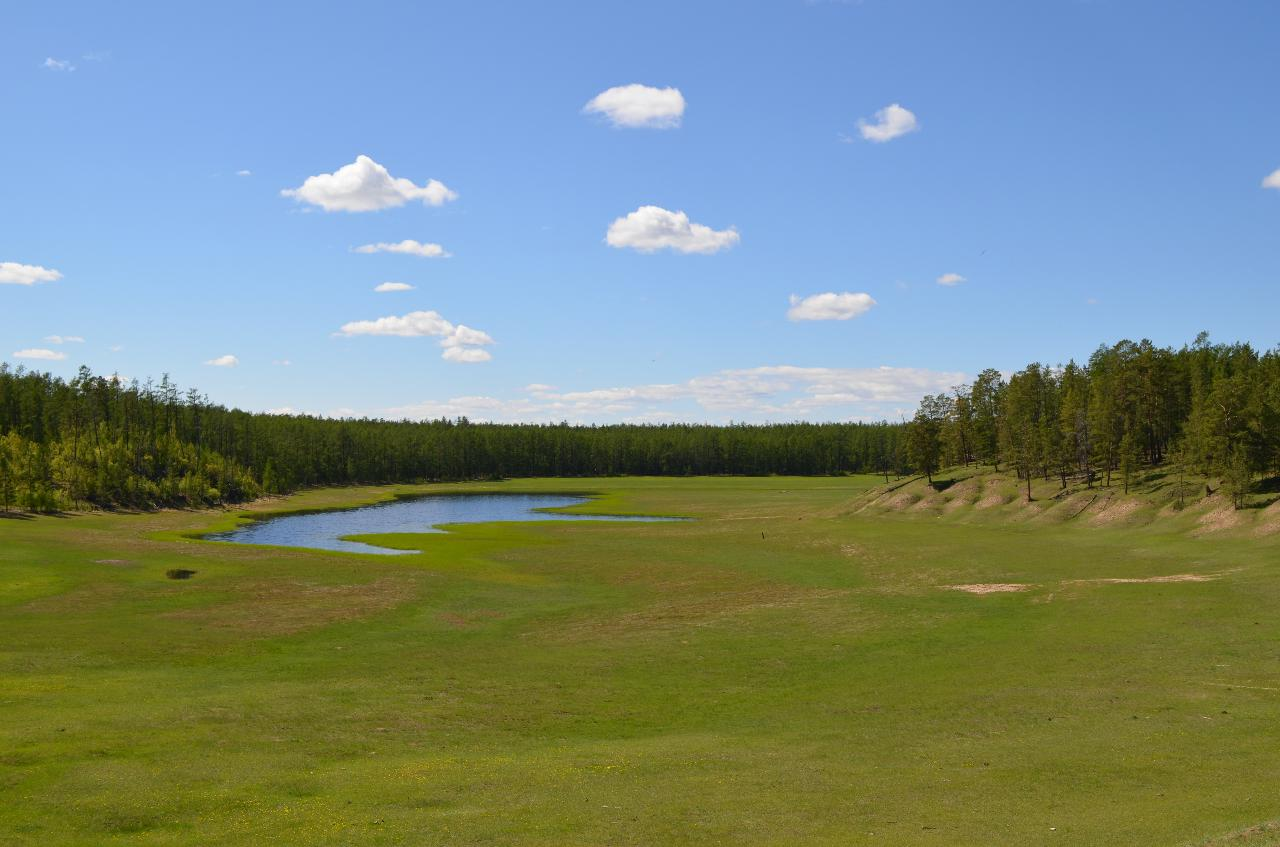
Alas začleněný do krajiny, Megino-Kangalasský region, Jakutsko, Rusko

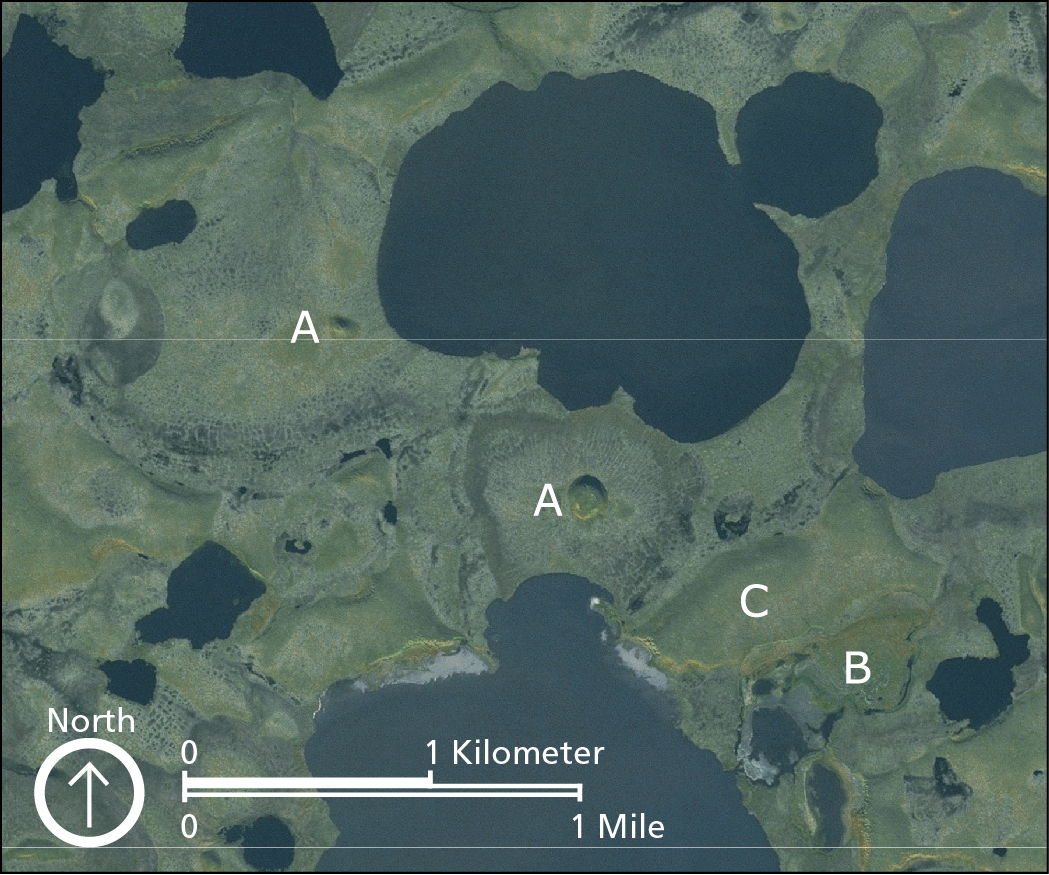
Satelitní snímek permafrostu. A - polygonální půda v místech bývalého jezera, B - pingo, C - jedoma.

Kryopedimenty - svažitý povrch (pediment) vzniklý působením kryogenních pochodů za přítomnosti permafrostu. Rozlišujeme okrajové kryopedimenty a údolní kryopedimenty. Vznikají působením nízkých teplot, dělí se podle tvaru a velikosti na makro, mezo a mikro. Pro permafrost jsou významné následují kryogenní tvary:
- Kryoplanační terasy – plošina či terasa ohraničená mrazovým srubem nebo mrazovým srázem. Viz např. kryoplanace a kryoplén, oblík, nivační deprese, mrazová poušť.[19]
- Kryogenní kupy
  - Pingo (hydrolakolit, bulgunjach) – je izolovaná vyvýšenina pokrytá vrstvou půdy. Pojmenování pochází z domorodého jazyka Inuitů, kde se výraz pingo používá pro „malý kopec“.[36] Pingo je typické pro severoamerickou a sibiřskou tundru, výška pinga může dosáhnout až 70 m a šířka až 1000 m, má minerální nebo ledové jádro.[37] Vyvíjí se na rovných nebo mírně ukloněných plochách, často v depresích. Na vrcholu se nachází nejslabší vrstva sedimentů a často je vrcholek propadlý do sebe vlivem termokrasového zvětrávání, čímž vzniká na vrcholu deprese. Odhaduje se, že na Zemi je více než 11 000 ping.[38] Oblast poloostrova Tuktoyaktuk v Kanadě má největší koncentraci ping na světě s celkovým počtem 1350 ping.[39] V současnosti jsou pinga známá pouze z oblastí souvislého permafrostu a arktické tundry.[40]
  - Palsy – v podstatě menší pinga čočkovitého tvaru, v průměru mají 1 až 5 m.[41] V ruštině se používá označení „bugristyje bolota“ či bugor pučenija. Jedná se o zmrzlé rašeliniště. Původ je tedy biogenní. Mohou existovat i plovoucí palsy, což jsou menší kopečky plující v hluboké vodě podobně jako kusy ledovce. Nad hladinu vyčnívá pouze 1/9 útvaru. Pro vznik je důležitý především mech, který nasává velké množství vody. S promrzáním mechů vznikají kopečky.[42]
  - Lithalsy – podobné jako palsy, ale tentokrát vznikají na minerogenním podloží (opak biogenního).[42]
  - Thufury – kopečkovité mikroformy s minerálním jádrem. Jejich výška se pohybuje okolo 30 cm, ale mohou dosahovat až 1 m. Thufury vznikají mrazovým tříděním a působením vegetace. Nevyskytují se samostatně, ale ve skupinkách. Můžeme se s nimi setkat v subarktické zóně (Sibiř, Island, Aljaška), ale i v Alpách, Rumunských Karpatech a v ČR v Hrubém Jeseníku.[43] Dále např. pounikos – malé kopečky ať už minerogenní nebo rašelinné.[42]

Termokrasové jevy – při degradaci permafrostu vznikají převážně vkleslé tvary v georeliéfu, které souborně označujeme jako termokrasové tvary. K degradaci permafrostu dochází z boku nebo shora. Jednoduše řečeno, v letním období taje led v aktivní vrstvě a nadloží sesedává nebo se propadává. Vznikají termokrasové tvary, které mají podobu dutin, prohlubní, bezodtokých depresí, a v dalším vývoji mohou podnítit vznik strží a sesuvů.
- Alas – pokleslá forma georeliéfu s rovným plochým dnem a se strmými svahy. Vzniká pouze po vyschnutí jezera, které bylo naplněno vodou po tajícím permafrostu. S tím také souvisí bajdžarachy, které vznikají odvodněním rozpuštěných ledových klínů právě do alasů. Alas je typický pro nížinatý kryogenní reliéf (např. asijská část Ruska). Dosahuje plochy od desítek m2 po několik km2 a hloubku 15 – 30 m. Vzniká tzv. termokras.[44][45]
- Bajdžarachy – formace pravidelných kopečků vždy obkroužených ledovým klínem. Průměr je do 20 m, běžná výška se pohybuje okolo 3 – 4 m. Ve středu bajdžarachu zůstává pahorek tvořený zamrzlými sypkými horninami (jíly, rašelinou).[46] Nejčastěji jsou k nalezení s alasy v blízkosti vodních ploch. Jsou uspořádány šachovnicově. Typické jsou pro severní části Ruska, zejména Jakutska. Drenážní kanálky po bývalých ledových klínech (místní název rassokh) postupně erodují bajdžarachy a ty tak rychle zanikají. Jejich maximální životnost se pohybuje v rádu desítek let. Jsou často pokryty kvetoucí vegetací.[47] Před svým zánikem mají tvar pyramidy.
- Termokrasová jezera – vznikla v důsledku tání permafrostu s následným poklesem a mohou emitovat značné objemy metanu.[48]
- Termoeroze říčního koryta – voda v proudící řece eroduje permafrost v břehu řeky. Koryta jsou pak neúměrně široká, břehy jsou strmé a dochází často k sesuvům.
- Dále yedomy, glacisy a taryny.

Nemrznoucí části permafrostu
- Talik – je nezmrzlá vrstva zeminy uzavřená v permafrostu. Jejím dalším promrzáním může vzniknout hydrolakolit zvaný pingo. Vyskytuje se v permafrostu v důsledku anomálie v tepelných, hydrologických nebo hydrochemických podmínkách. Tyto nezmrzlé sedimenty mohou být hluboké několik desítek metrů. Talik může být uzavřené těleso pod povrchem, pod termokrasovým jezerem nebo otevřené těleso s vazbou na regionální podzemní vodu.[49]

- Kryopegy - jde o nemrznoucí podzemní zásoby vody, ve kterých je bod tuhnutí snížen díky zvýšenému obsahu rozpuštěných minerálů.[50] V podstatě se jedná o podzemní slaná jezírka. Mohou dočasně fungovat jako refugium pro mikroby. Jedná se o nově objevený fenomén, který je zajímavý svým neobvyklým biotopem.[51]

Soliflukce – jev, při němž stéká aktivní vrstva permafrostu po svahu, zejména pokud má podloží vyšší podíl jílovité frakce v zemině. Výsledkem jsou rozsáhlé soliflukční pláště na úpatí kopců. Viz půdotok.
- Opilý les – stromy v porostu mají vychýlené kmeny do různých směrů. Vychýlení kmenů vzniká propadáním nebo ujížděním půdy vlivem gravitačního působení. Viz opilý les.[56]

Metanové krátery – dutiny vznikající v talicích nahromaděním metanu z tajícího permafrostu. Nahromaděný metan může pod velkým tlakem explodovat za vzniku otevřeného kráteru v zemi.
Dále v souvislosti s permafrostem vznikají termokary, ďujodi, suchá údolí, nesouměrná údolí, úpady, kamenná moře, kamenné proudy, tory, deprese na vrcholu pinga a další jevy jako např. bludné balvany (souvky).

Geomorfologické tvary a jevy vzniklé táním a znovuzamrzáním permafrostu
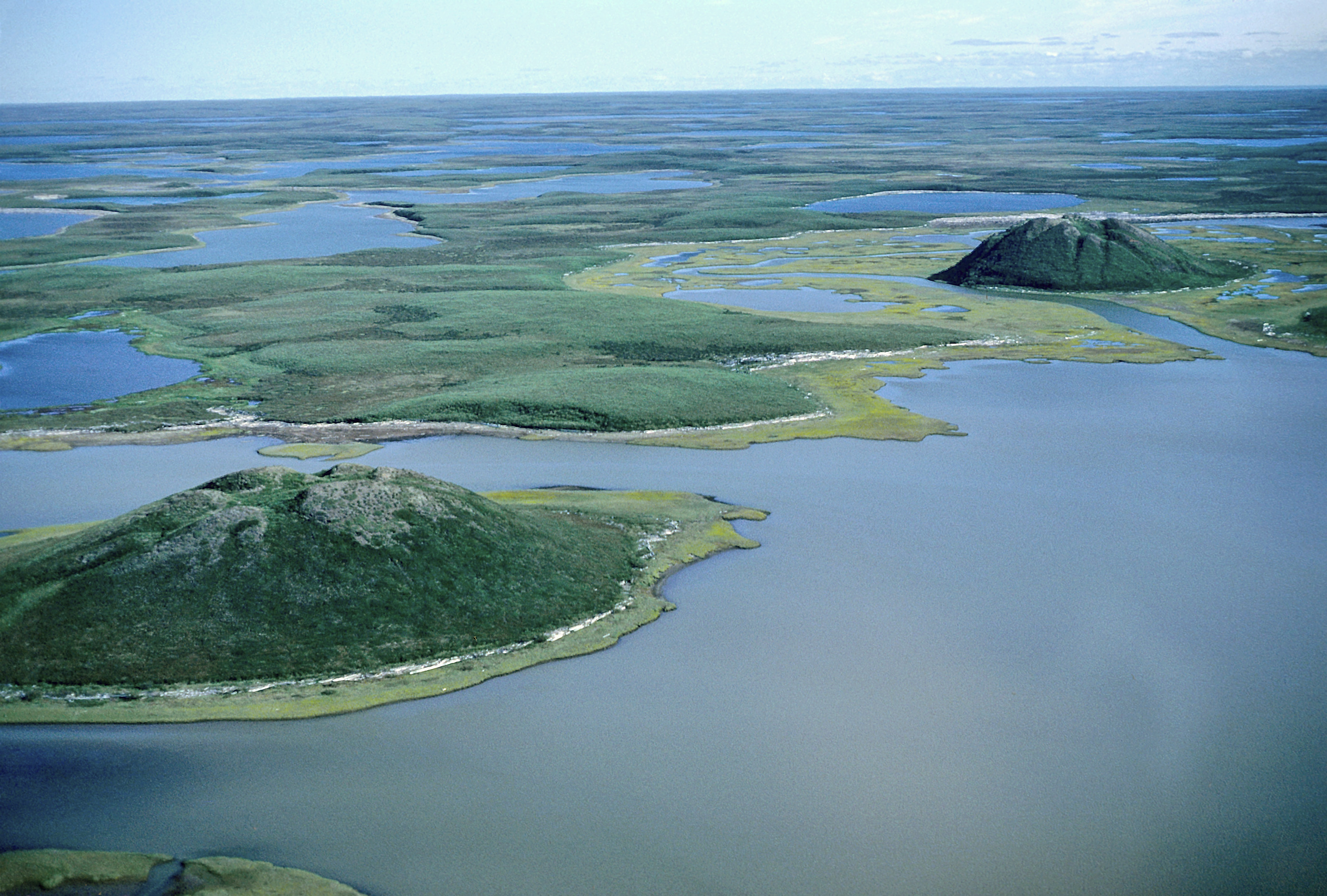
Dvě pinga na pobřeží Severního ledového oceánu, Mackenzie Delta
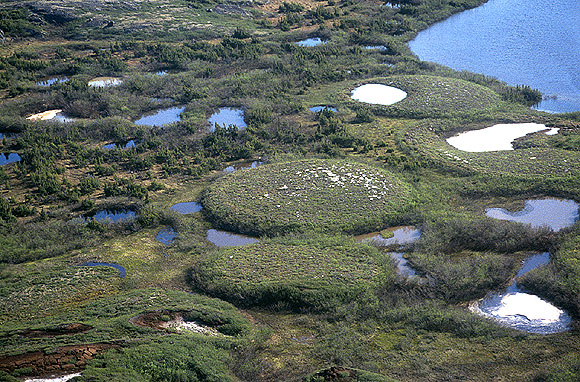
Palsy
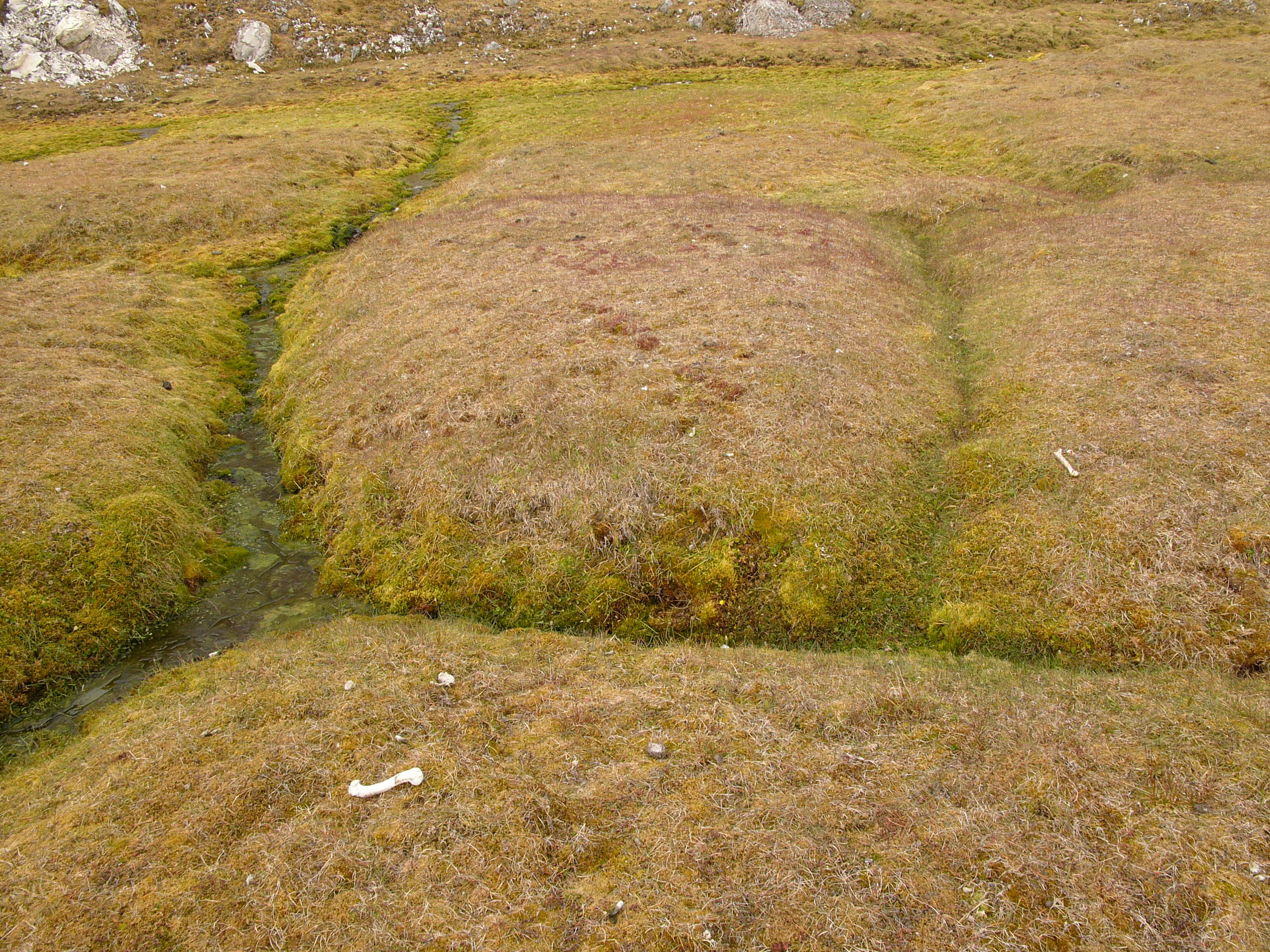
Ledové klíny z povrchu a mezi nimi vyvýšené bajdžarachy
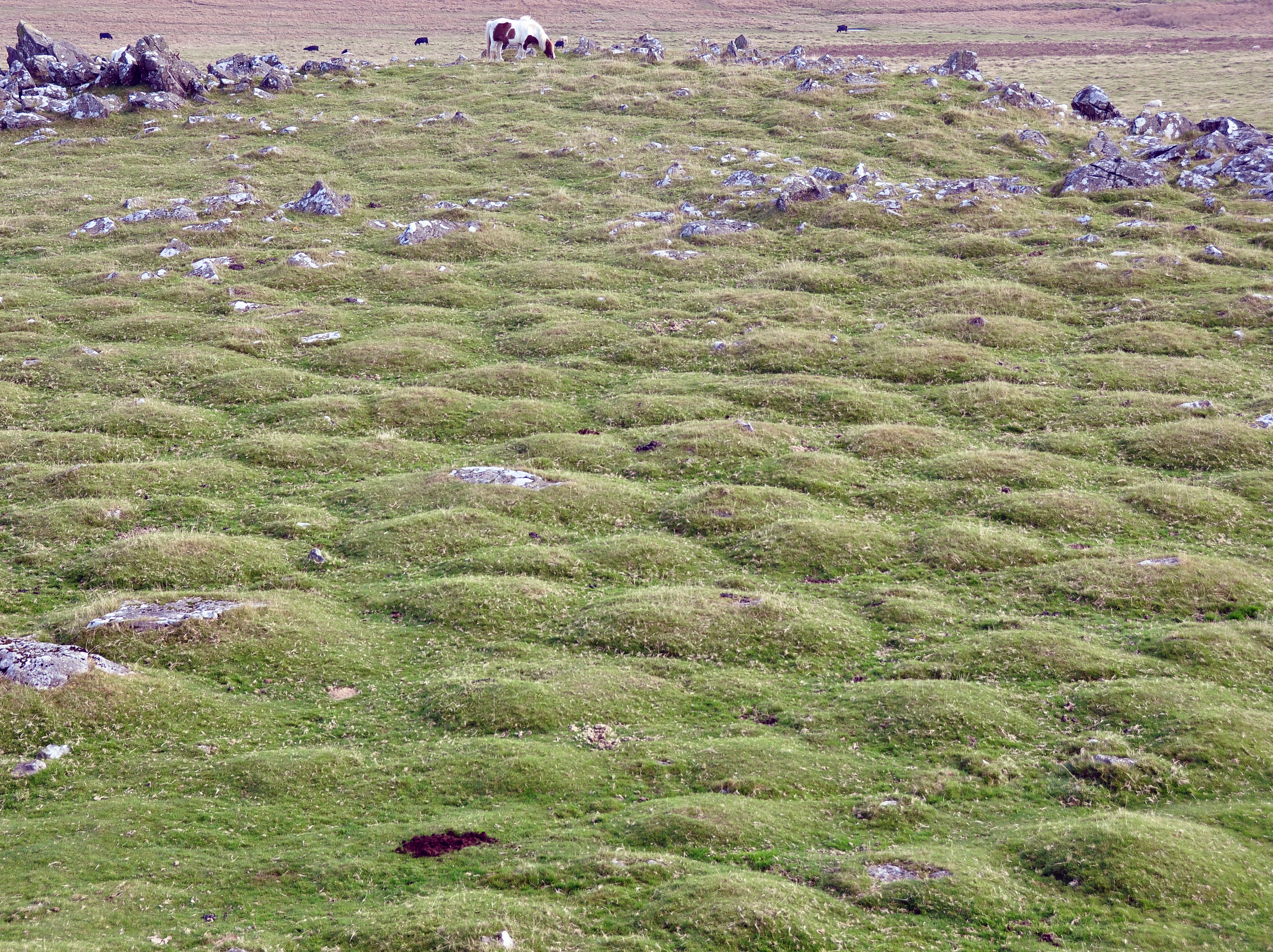
Thufurové pole v západním Dartmooru, Anglie
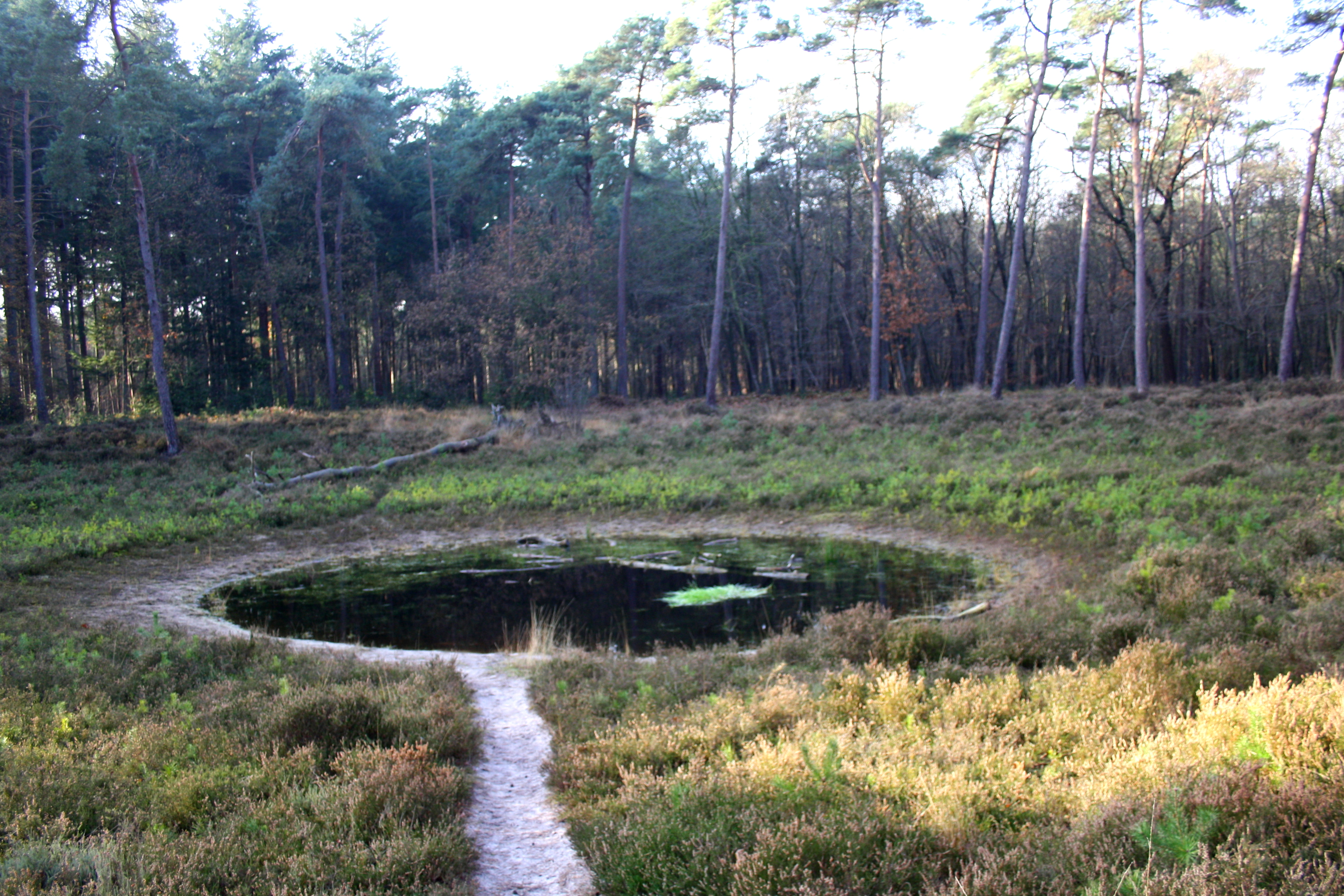
Kráter po úniku metanu z permafrostu (2012)
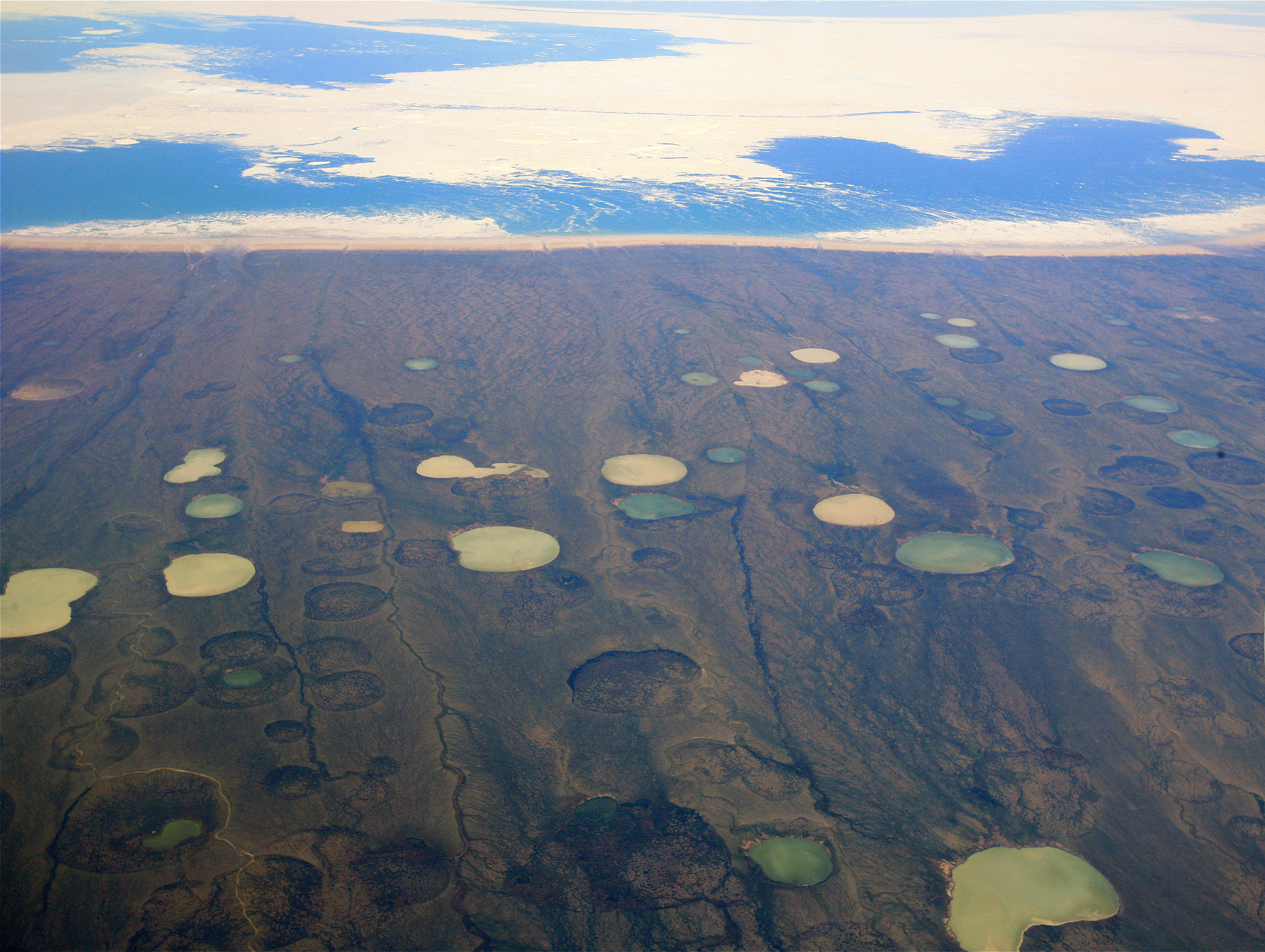
Termokrasová jezírka v Hudson Bay nedaleko Grónska, Kanada
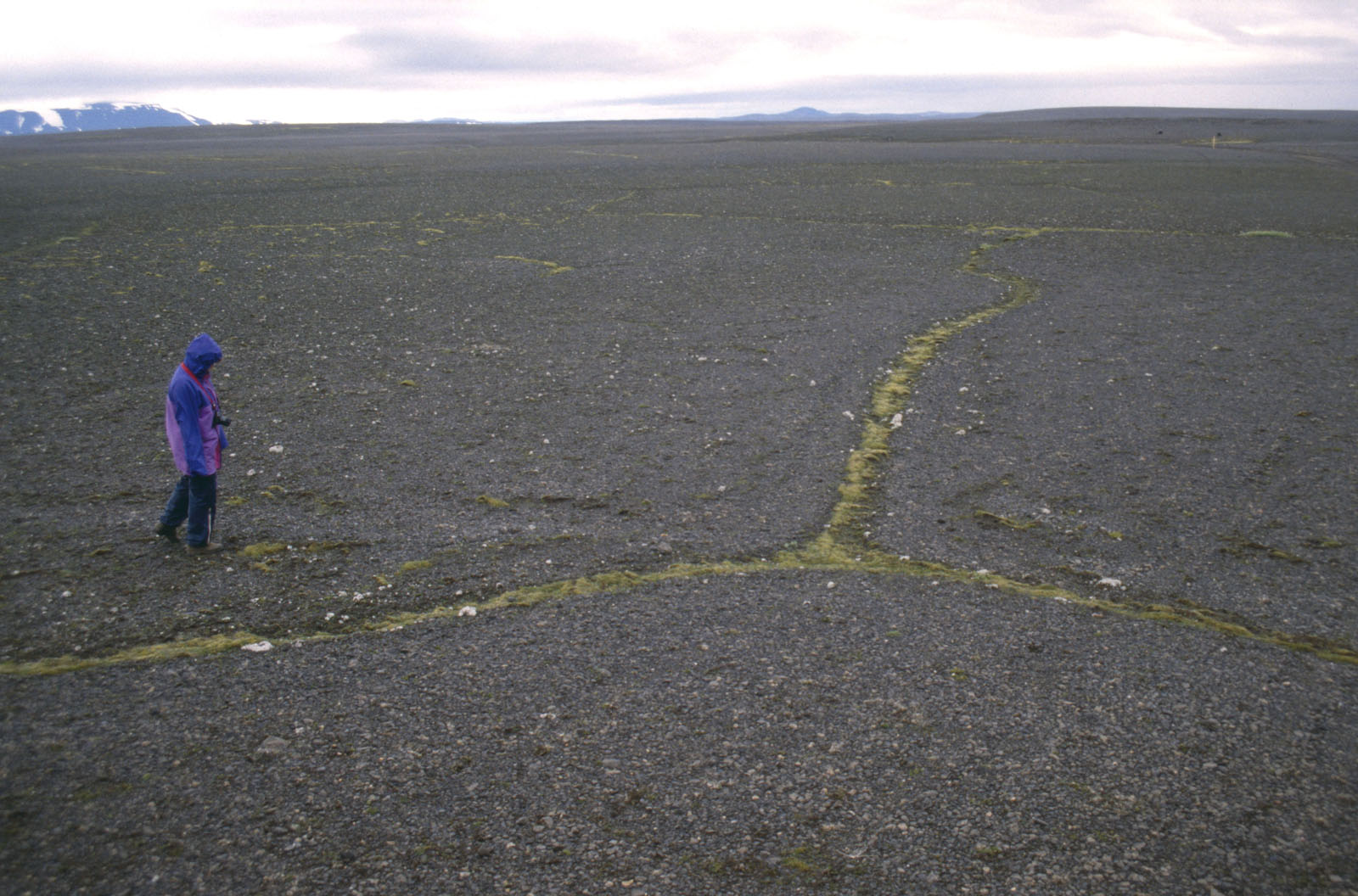
Ledové klíny z povrchu, Špicberky, Norsko
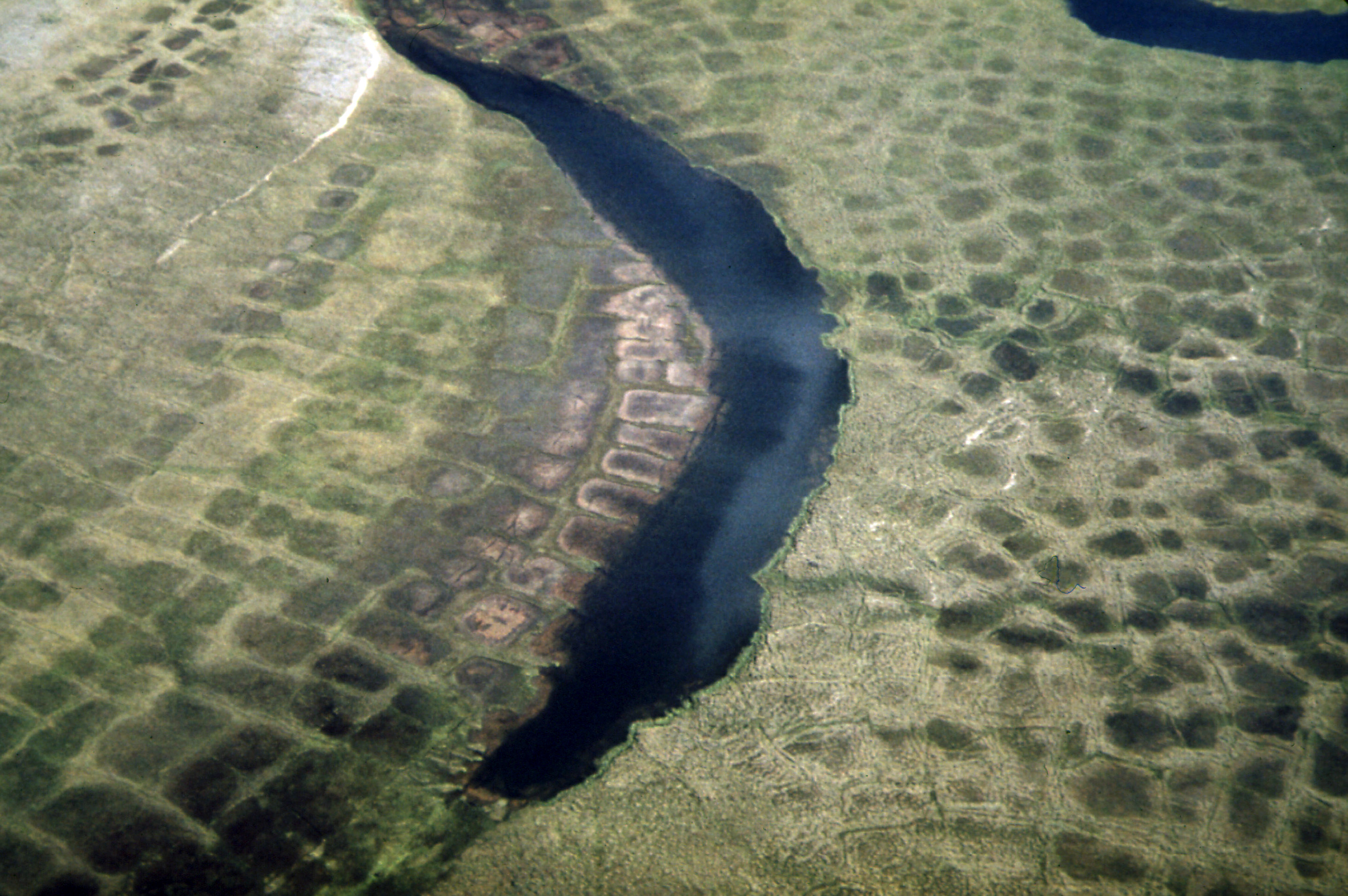
Polygonální půda, Aljaška, USA
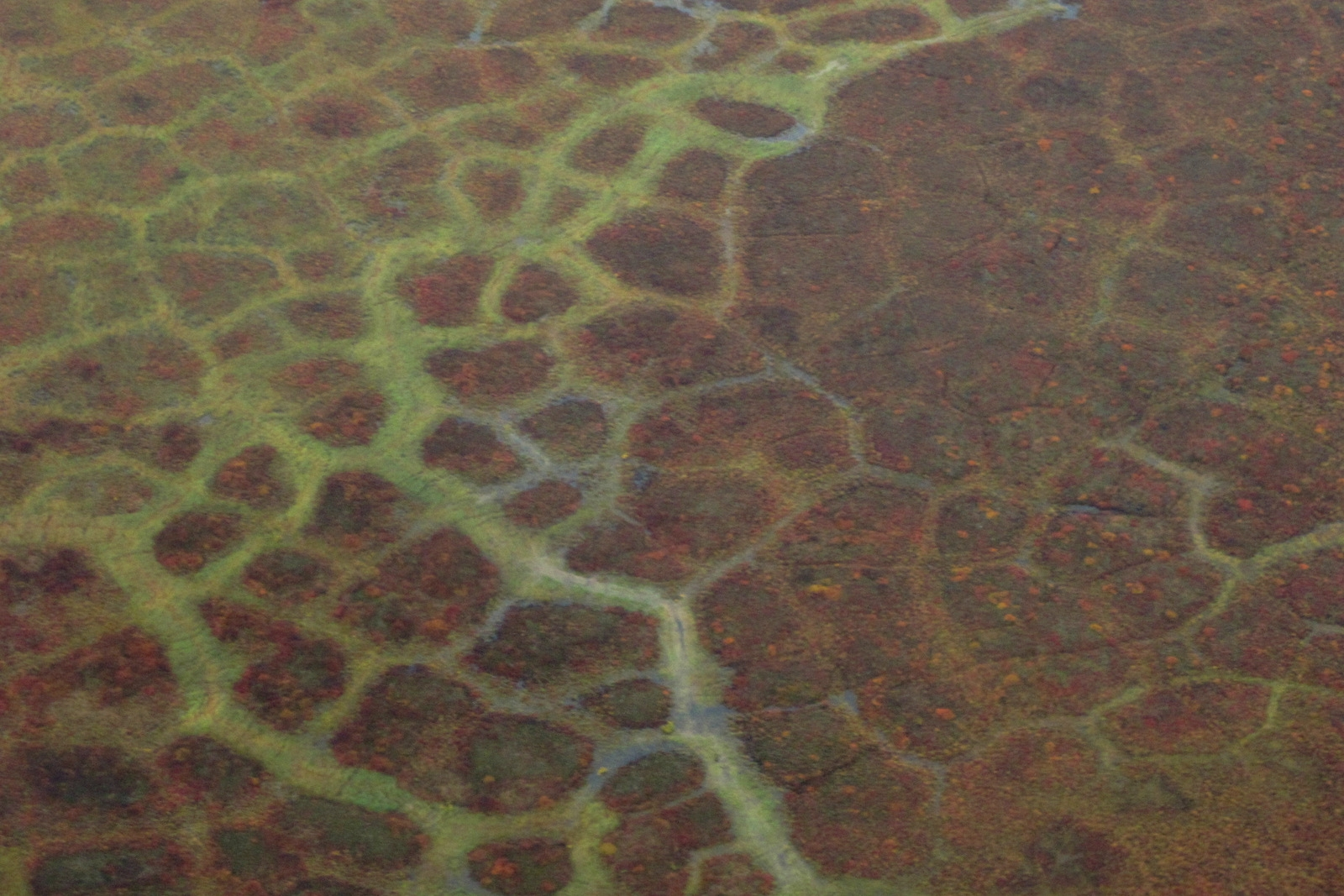
Polygonální půda
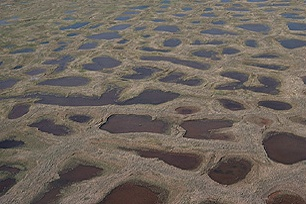
Polygonální půda
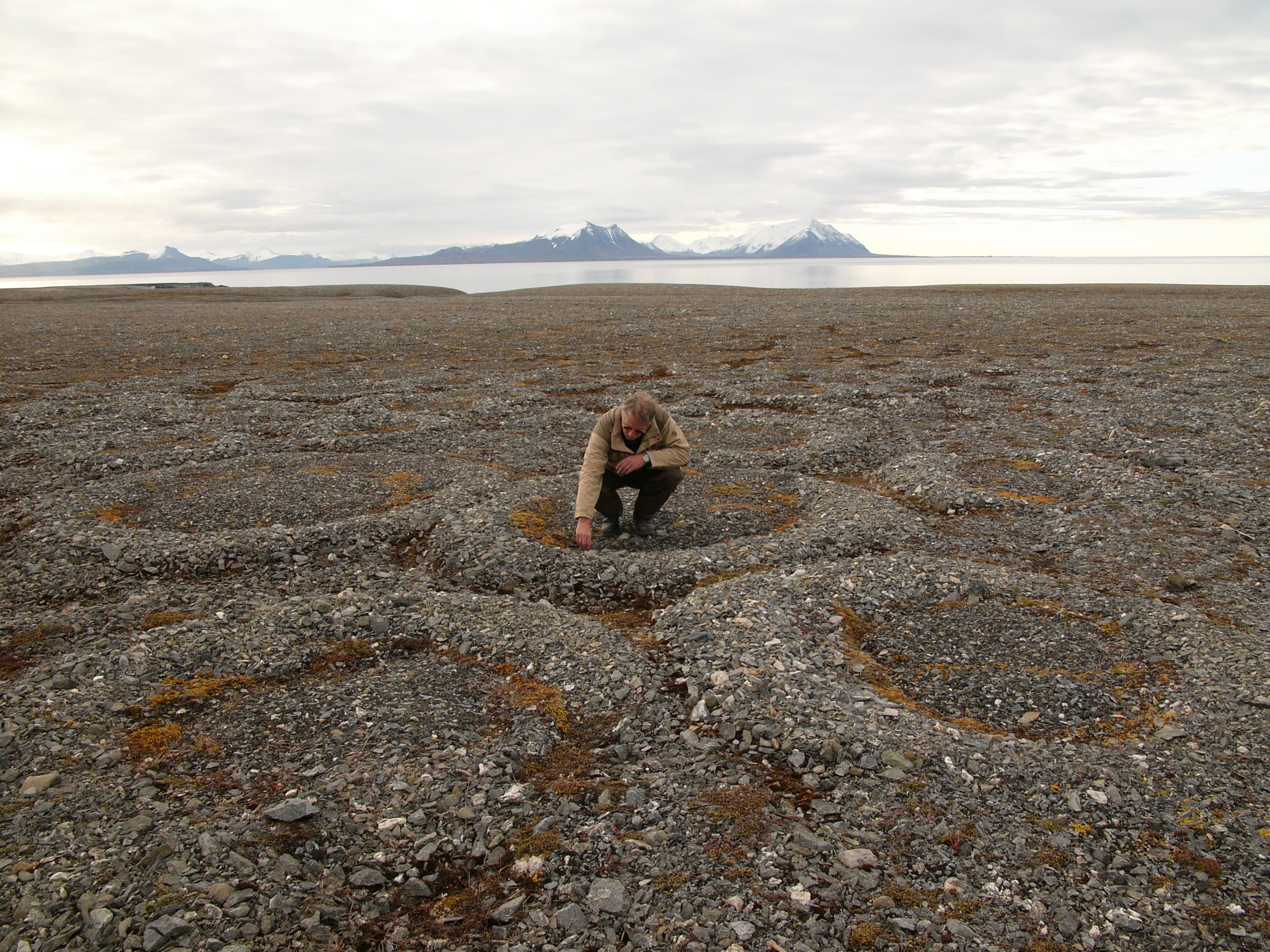
Kamenné záhonky, Špicberky, Norsko
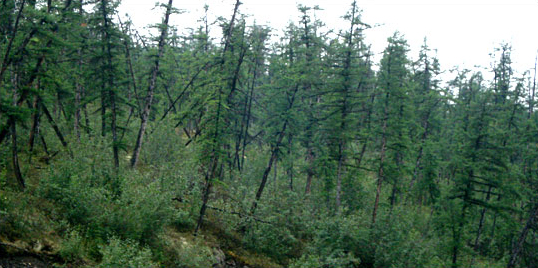
Opilý les, Sibiř, Rusko

## Permafrost jako úložiště uhlíku
Půdy obecně jsou největší zásobárnou uhlíku v suchozemských ekosystémech. Obzvláště důležité pro ukládání uhlíku jsou permafrostové půdy, které uhlík nejen obsahují, ale i vstřebávají prostřednictvím kryoturbace a kryogenních procesů.
Studie odhadují, že obsah uhlíku v půdě severního cirkumpolárního permafrostu je přibližně 1700 Pg neboli 1700 miliard tun uhlíku (1 Pg = 1 Gt = 1015g). Tyto zásoby představují téměř polovinu veškerého organického materiálu obsaženého ve všech půdách na Zemi. Permafrost obsahuje podle tohoto odhadu dvakrát více uhlíku, než je obsaženo v současné atmosféře naší planety a čtyřikrát více uhlíku, než bylo vypuštěného do atmosféry v důsledku lidské činnosti v moderní době.
Ve svrchním horizontu permafrostu (hloubka 0–30 cm) se nachází přibližně 200 Pg organického uhlíku. Horizont 0–100 cm obsahuje odhadem 500 Pg uhlíku a horizont 0–300 cm 1024 Pg uhlíku. Tyto odhady více než zdvojnásobily dřívější odhady zásob uhlíku v permafrostu. Velké množství metanu se nalézá v ložiscích zemního plynu, v podmořských talicích a v permafrostu. V permafrostu se metan vyskytuje v klatrátech, což jsou jednoduše řečeno bublinky plynu zamrzlé ve vodním ledu (hydráty plynu). Další zásoby uhlíku existují v jedomech (400 Pg), sprašových ložiscích, která jsou bohatá na uhlík. Ta se nacházejí na Sibiři a v izolovaných oblastech Severní Ameriky a v celé Arktidě (240 Pg).
Jedoma je permafrost s vysokým obsahem biomasy z období pleistocénu. Takový permafrost je neobvykle bohatý na organický uhlík, který tvoří asi 2 % jeho celkové hmotnosti. Obsah ledu v tomto permafrostu je 50–90 %. Množství uhlíku zachyceného v tomto typu permafrostu je mnohem větší, než se původně předpokládalo, a může dosahovat hodnot 210 až 450 Gt. Tající jedomy jsou významným zdrojem atmosférického metanu (asi 4 Tg CH4 ročně). Na konci poslední doby ledové, na přechodu z pleistocénu do holocénu, mohlo rozmrazování jedom v kombinaci se vznikem výsledných termokrasových jezer způsobit 33% až 87% nárůst koncentrace atmosférického metanu.

## Ubývání permafrostu v kontextu soudobých klimatických změn
Množství uhlíku, které by se mohlo v budoucnu z permafrostu uvolnit, vyvolává velké obavy klimatologů. Až donedávna totiž nebylo množství uhlíku v permafrostu dostatečně propočítáno, a tak ani zohledňováno v klimatických modelech a v globálních uhlíkových rozpočtech. Tání permafrostu může do atmosféry uvolnit velké množství uhlíku. Očekává se, že teplejší podmínky na Zemi vlivem globálního oteplování promění jak cyklus uhlíku v permafrostu a v atmosféře planety, tak i ekosystémy, pro něž byl až doposud permafrost základním determinantem. S postupujícím úbytkem permafrostu a s uvolňováním uhlíku, který byl ve zmrzlé půdě uložený, se urychlují klimatické změny. Po přeměně permafrostu se ale emise methanu mohu značně snížit aniž by se změnily emise oxidu uhličitého.

### Jak unikají skleníkové plyny z permafrostu?

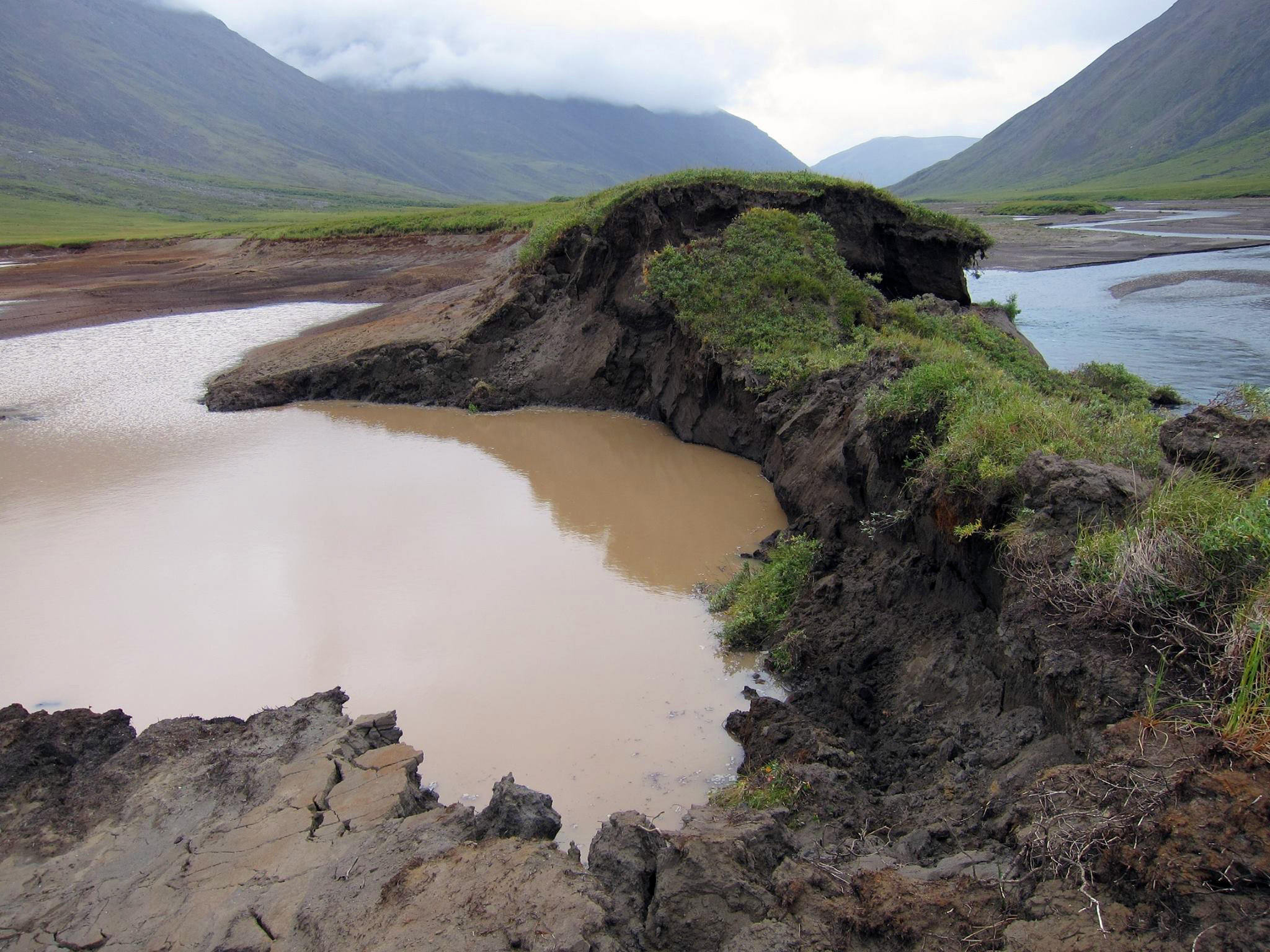
Ubývání permafrostu je doprovázeno uvolňováním skleníkových plynů, což má vážné dopady na průběh globálního oteplování.

Uhlík, který je uložen v permafrostu, se uvolňuje do atmosféry buď při aerobních reakcích jako oxid uhličitý (CO2) nebo při anaerobních reakcích jako metan (CH4). Metanogenní mikrobiální organismy odbourávají odkrytou a zahřátou biomasu, která byla původně vázána v permafrostu. Metanová ložiska byla uzavřena v klatrátech a permafrost zabraňoval vertikálnímu pohybu plynů. S narůstající teplotou se zvětšuje propustnost permafrostu a metan lépe uniká. Dále, nově vzrostlé rostliny vstřebávají uhlík původně uložený a nyní unikající z permafrostu. Při požárech se ze zasažené biomasy tento uhlík uvolní opět do atmosféry. Vyplavování půdního organického uhlíku ve formě humusu z permafrostových půd, zvyšuje jeho dostupnost pro půdní mikroorganismy, které uhlík v procesu respirace masivně uvolňují do atmosféry, což opět přispívá oteplování klimatu. Voda z tajícího ledu stéká do řečišť a eroduje permafrost ze stran.

### Pozitivní zpětná vazba
Uvolňování CO2 a CH4 z permafrostu vede k cyklu pozitivní zpětné vazby. To je situace, kdy skleníkové plyny v atmosféře zvyšují teplotu atmosféry, což způsobuje další tání permafrostu, které je ale doprovázeno uvolňováním dalších skleníkových plynů do atmosféry. Vzniká dominový efekt. Globální oteplování urychluje uvolňování zásob metanu a zlepšuje podmínky pro metanogenezi. Tání permafrostu jednoznačně přispívá ke globálním změnám klimatu.

### Tající permafrost jako nový životní prostor flóry a fauny
Tání permafrostu dává vznik novým plochám pro růst rostlin, které do svých těl zpětně pohlcují uhlík z atmosféry. Nadzemní část vegetace v tundře obsahuje přibližně 0,4 kg uhlíku na m2. V tajze se jedná o přibližně 5 kg uhlíku na m2. S tajícím permafrostem se zvětšuje průměrná tloušťka aktivní vrstvy. Navíc, s postupným oteplováním se prodlužuje délka vegetačního období rostlin, což opět zvyšuje kapacitu rostlin pro vázání uhlíku.
Nicméně odborníci upozorňují, že množství uhlíku, které mohou nové porosty navázat, je pouze zanedbatelné ve srovnání s množstvím uhlíku, které se vlivem tání uvolňuje z permafrostu. Navíc s vyššími teplotami také roste množství požárů v tajze, a tak se do atmosféry vrací velké množství uhlíku. Frekvence požárů tajgy v Severní Americe se za posledních 40 let zdvojnásobila. Celkově tedy degradace permafrostu uvolní v příštích desetiletích více uhlíku, než bude nově vzrostlá vegetace na dané ploše schopna absorbovat. Z permafrostu se vlivem tání může uvolnit údajně až desetinásobné množství uhlíku, než je taková vegetace schopná pojmout ve shodném časovém úseku.
Hypotéza propagovaná Sergejem Zimovem říká, že redukce stád velkých býložravců změnila energetickou bilanci v tundře takovým způsobem, který celkově vede k tání permafrostu. Tuto hypotézu Zimov testuje v experimentu v Pleistocenním parku, přírodní rezervaci na severovýchodě Sibiře.
Oteplování v Arktidě umožňuje bobrům rozšířit svá stanoviště dále na sever. Bobří hráze ztěžují proplouvání lodí, ovlivňují přístup ryb k potravě, ovlivňují kvalitu vody a ohrožují populace ryb po proudu toku. Vodní plochy vytvořené bobřími přehradami akumulují teplo, čímž mění místní hydrologický režim a způsobují lokální tání permafrostu, které opět přispívá ke globálnímu oteplování. Tající permafrost má i jistý ekonomický potenciál.

### Odhadované oteplení Arktidy a emise uhlíku z permafrostu do konce 21. století

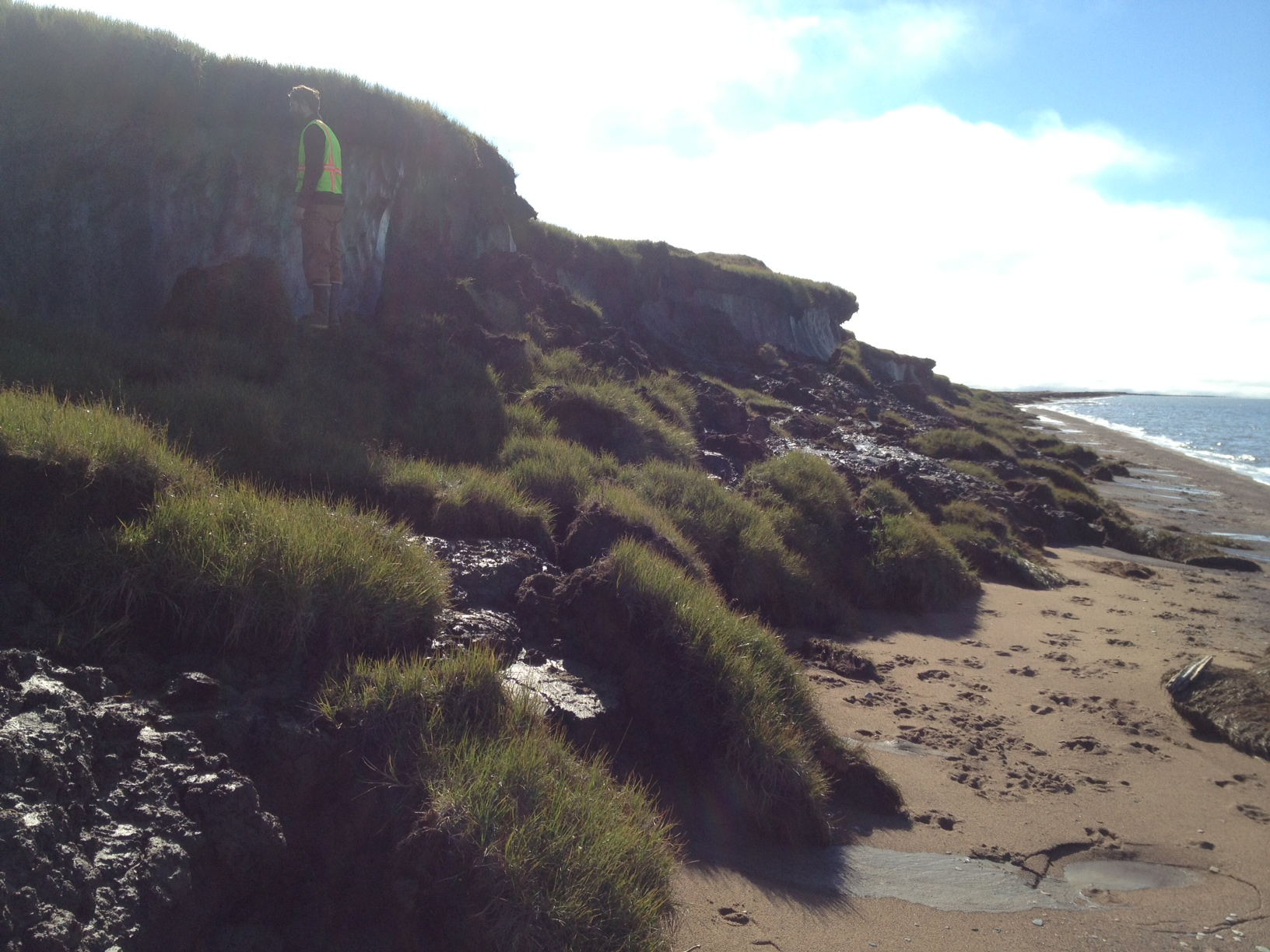
Rychle tající permafrost u Beaufortova moře. Severní ledový oceán u Point Lonely, Aljaška (2013)

Koncentrace CH4 v atmosféře vzrostla za posledních 250 let o 148 %. Podle páté hodnotící zprávy IPCC existuje vysoká jistota, že teploty permafrostu se ve většině regionů od počátku 80. let zvýšily. Pozorované oteplení bylo až 3 °C v částech severní Aljašky (od 80. let do roku 2005) a až 2 °C na ruském a evropském severu (1971–2010). Odhaduje se, že v Jakutsku se zóna souvislého permafrostu mohla od roku 1899 posunout až o 100 kilometrů směrem k severnímu pólu, ale přesné záznamy sahají pouze 30 let do minulosti.
Předpokládá se, že teploty v polárních oblastech porostou zhruba dvojnásobným tempem než ty ve zbylých částech světa. Mezivládní panel pro změnu klimatu (IPCC) ve své páté zprávě stanovil scénáře budoucího vývoje. Očekává se, že teplota v Arktidě stoupne do roku 2040 o 1,5 až 2,5 °C a do roku 2100 o 2 až 7,5 °C. Stále ovšem není přesně vypočítáno, kolik tun skleníkových plynů by se mohlo uvolnit z tajícího permafrostu. Rovněž není jisté, jak bude účinná mitigace klimatických změn.
Podle odhadů z roku 2008 by se do roku 2100 mohlo z rozmrzajícího permafrostu uvolnit až 100 Pg (petagramů) uhlíku (1 Pg = 1 Gt = 1015g). Množství uhlíku, které se nakonec uvolní, však bude záviset na průběhu klimatických změn. Tarnocai (2006) odhadl, že v tomto století by se z kanadského permafrostu mohlo uvolnit 48 Pg C, pokud by se průměrná roční teplota vzduchu zvýšila o 4 °C. Tyto modelové předpovědi zahrnují změny ve vegetaci a další jevy. Výsledky pro Aljašku a pro cirkumpolární oblast předpovídají uvolnění 50 až 100 Pg uhlíku do atmosféry do konce století. Předběžné počítačové analýzy naznačují, že ubývající permafrost by mohl emitovat uhlík, který se rovná přibližně 15 % dnešních emisí antropogenního původu.
Jiné odhady naznačují, že bude z ubývajícího permafrostu uvolněno 110–231 miliard tun ekvivalentu CO2 do roku 2040 a 850–1400 miliard tun do roku 2100. To odpovídá průměrné míře emisí 4–8 miliard tun ekvivalentu CO2 ročně v období 2011–2040 a 10–16 miliard tun ekvivalentu CO2 ročně v období 2011–2100. Pro srovnání, antropogenní emise všech skleníkových plynů byly v roce 2010 přibližně 48 miliard tun ekvivalentu CO2.

## Další rizika spojená s ubývajícím permafrostem

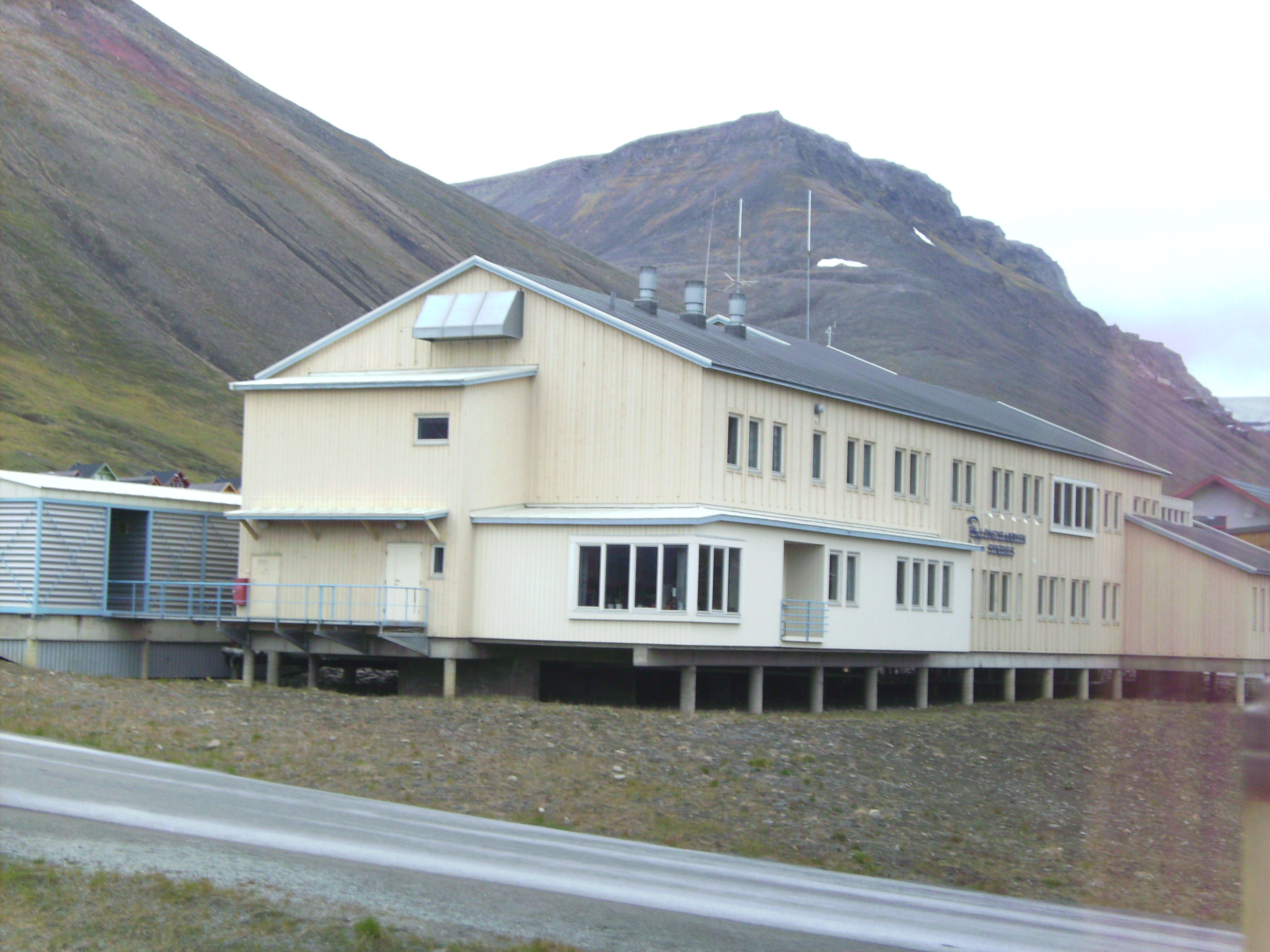
Domy jsou stavěny na pilotech a vyvýšeny nad povrch permafrostu, který by jinak vlivem vytápění domu začal tát. Budova nemocnice v Longyearbyen, Špicberky.

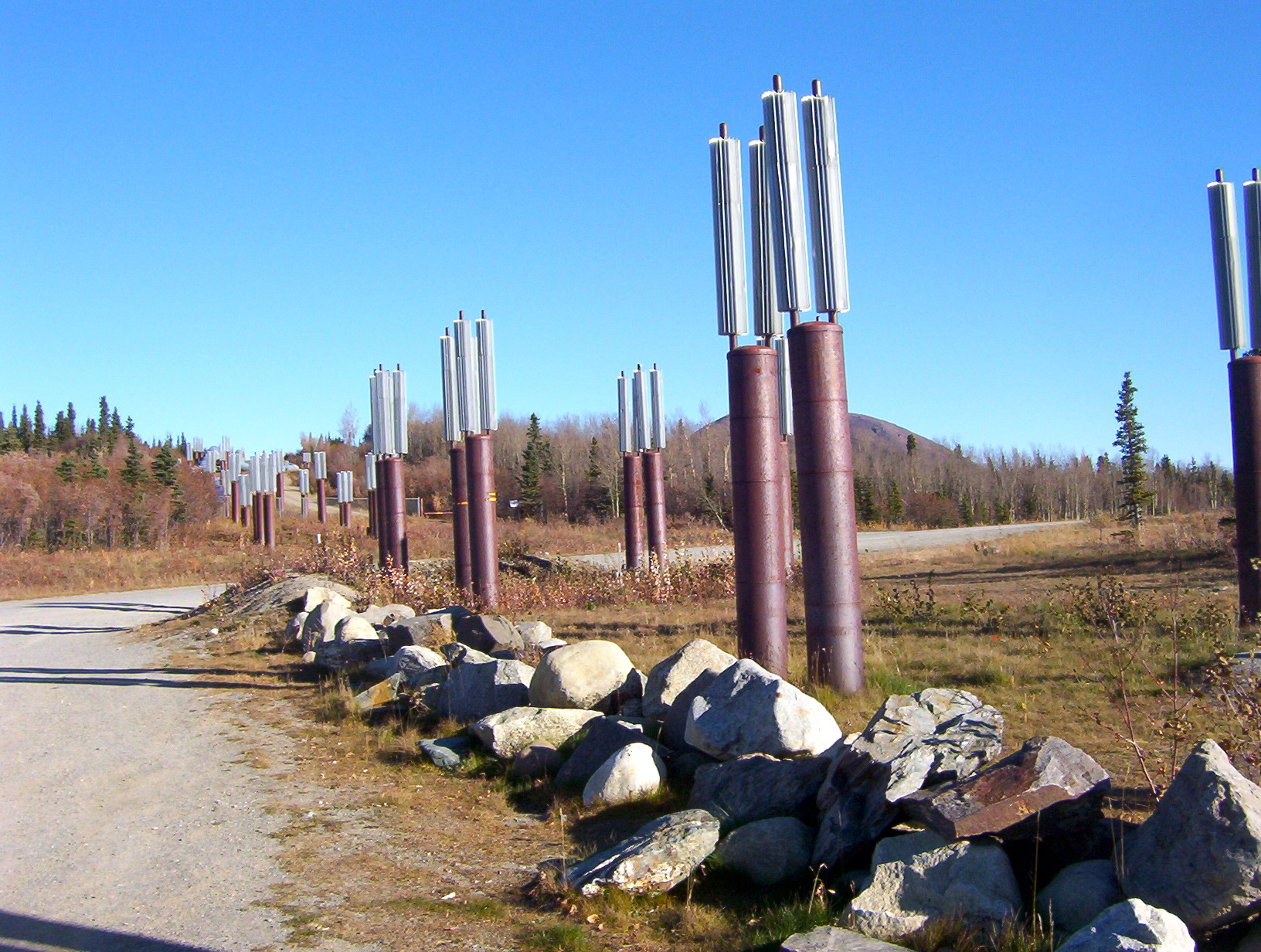
Tepelné trubky, stabilizující permafrost

### Rizika pro infrastrukturu
V oblastech, kde existuje vysoké riziko úbytku permafrostu, může být bezprostředně ohrožena zástavba a další infrastruktura. Už jen samotná aktivní vrstva komplikuje zakládání staveb a těžbu surovin, jelikož v letním období dochází k jejímu rozmrzání. Následná soliflukce je pro stavebnictví velmi náročnou výzvou, protože činí podloží staveb extrémně nestabilním.
Tři běžná řešení zahrnují: použití základů na dřevěných pilotech, což je technika, kterou propagoval sovětský inženýr Michail Kim v Norilsku; stavba na silném štěrkovém polštáři (obvykle 1–2 metry tlustý); konstrukce z trubek s čpavkem. Melnikov Permafrost Institute v Jakutsku zjistil, že použitím pilotových základů dlouhých 15 metrů a více, může efektivně zabránit potopení domu. V této hloubce je stabilní teplota okolo −5 °C.
Je také nutné dům kvalitně odizolovat od povrchu půdy, jinak se může vlivem vytápění roztavit voda v permafrostu pod domem. Následně může dojít k jejímu průniku do budovy a k zatopení, které může vést až ke zhroucení stavby. Obyvatelům domu pak hrozí utopení a podchlazení. Dalším nebezpečím je kumulace metanu a jeho následné vybuchnutí.
Transaljašský ropovod využívá tepelné trubice zabudované do vertikálních podpěr, které zajišťují, aby se potrubí nepotopilo do aktivní vrstvy. Známý je také příklad železnice Qingzang, která propojuje Tibet s dalšími oblastmi Číny. Trať vedoucí po tibetské plošině využívá různé metody k udržení permafrostu v trvale pevném skupenství.
Tání permafrostu představuje hrozbu pro průmyslovou infrastrukturu. V květnu 2020 tání permafrostu způsobilo v tepelné elektrárně č. 3 společnosti Norilsk-Taimyr Energy zřícení nádrže na skladování ropy a únik 21 000 m3 (17 500 tun) nafty, která kontaminovala místní řeky. Ropná havárie v Norilsku v roce 2020 byla popsána jako druhá největší ropná havárie v moderní ruské historii.

### Tající hory a sesuvy půdy
Tající permafrost může způsobovat částečný rozpad vysokých horských masivů. Během minulého století byl zaznamenán rostoucí počet případů rozpadu skalních svahů v horských pásmech po celém světě. Předpokládá se, že vysoký počet strukturálních poruch je způsoben táním permafrostu. Tání permafrostu pravděpodobně přispělo k sesuvu půdy ve Val Pola v roce 1987, který v italských Alpách zabil 22 lidí. V horských pásmech lze velkou část strukturální nestability připsat existenci ledovců a permafrostu. Jak se klima otepluje, permafrost taje a hory jsou více destabilizovány.

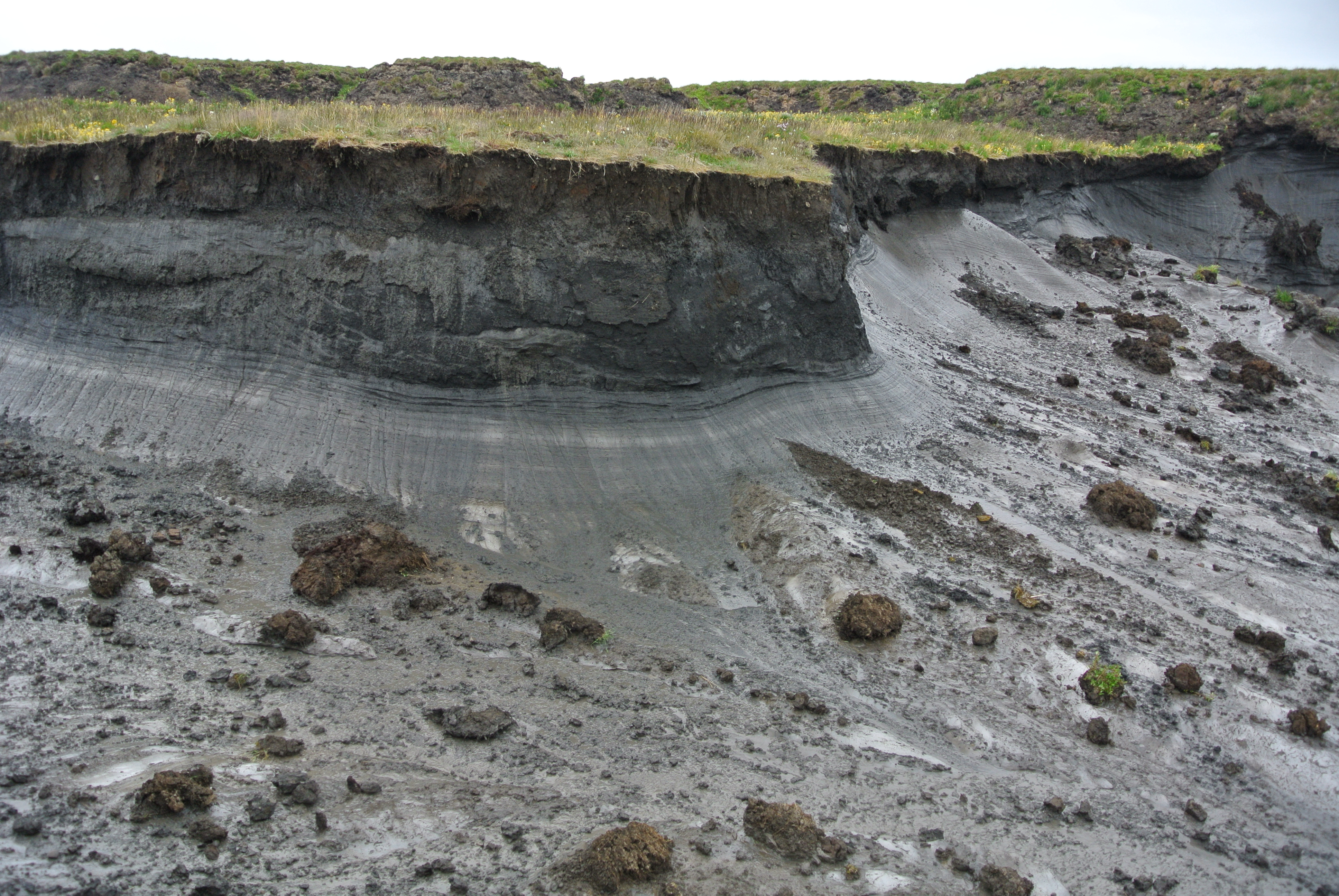
Erodující permafrost

### Hibernace virů, bakterií a jiných organismů: zdravotní riziko pro lidstvo?
Permafrost je unikátním biotopem. Je považován za úložiště starých druhů mikroorganismů, které v něm mohou setrvat životaschopné stovky a tisíce let. Obecně platí, že rozdíly ve struktuře půdy a ledu mohou být příčinou vysoké diverzity mikroorganismů. Počet bakterií v permafrostové půdě se velmi liší, typicky od 1 milionu do 1 miliardy na gram půdy. Vědci předpokládají, že z tajícího ledu se ročně uvolní až 1021 mikrobů, včetně plísní a bakterií. Často se tyto mikroby uvolňují přímo do oceánu. Vzhledem k migrační povaze mnoha druhů ryb a ptáků je možné, že tyto mikroby mají vysokou rychlost přenosu.
Alpský permafrost ve východním Švýcarsku byl analyzován vědci v roce 2016. Byla prozkoumána variabilní mikrobiální komunita bakterií a eukaryotických organismů. Prominentní skupiny bakterií zahrnovaly kmeny Acidobacteria, Actinobacteria, AD3, Bacteroidetes, Chloroflexi, Gemmatimonadetes, OD1, Nitrospirae, Planctomycetes, Proteobacteria a Verrucomicrobia. Prominentní eukaryotické houby zahrnovaly Ascomycota, Basidiomycota a Zygomycota. U současných druhů vědci pozorovali různé adaptace pro podmínky pod nulou, včetně snížených a anaerobních metabolických procesů.
Předpokládá se, že rozšíření infekčního onemocnění antraxu na poloostrově Yamal v roce 2016 bylo způsobeno táním permafrostu. V sibiřském permafrostu jsou také přítomny dva druhy virů: Pithovirus sibericum a Mollivirus sibericum. Oba jsou přibližně 30 000 let staré a jsou považovány za obří viry, protože jsou větší než většina bakterií a mají větší genom než jiné viry. Bylo prokázáno, že oba viry jsou stále infekční. Zamražení prokazatelně zachovává infekčnost virů. Kaliciviry, chřipka A a enteroviry (např. polioviry, echoviry, viry Coxsackie) byly uchovány v ledu a/nebo v permafrostu ve vědeckých experimentech. Přímý přenos infekce z permafrostu nebo z ledu na člověka nebyl prokázán; takové viry se typicky šíří prostřednictvím jiných organismů.
V roce 2012 ruští vědci dokázali, že permafrost může sloužit jako úložiště starých forem života. Vědci oživili rostlinu Silene stenophylla z 30 000 let staré tkáně, kterou nalezli v noře veverky z poslední doby ledové. Jedná se o nejstarší rostlinu, která kdy byla oživena. Rostlina vykvetla bílými květy a vyprodukovala životaschopná semena.

## Vědecký výzkum permafrostu
Při posledním ledovcovém maximu pokrýval souvislý permafrost mnohem větší plochu než dnes. V Evropě dosahoval na jih až k Segedínu (jihovýchodní Maďarsko) a Azovskému moři. V Severní Americe existoval pouze extrémně úzký pás permafrostu jižně od ledového příkrovu přibližně od New Jersey přes jižní Iowu a severní Missouri. Na jižní polokouli existují určité důkazy o nesouvislém permafrostu ve středním Otagu a argentinské Patagonii.
Z těchto důvodů lze studovat pozůstatky permafrostu i v České republice.

## Mimozemský permafrost
Permafrost se prokazatelně nachází i na jiných planetách a vesmírných objektech Sluneční soustavy. Lze ho identifikovat třeba na Marsu či na Měsíci.

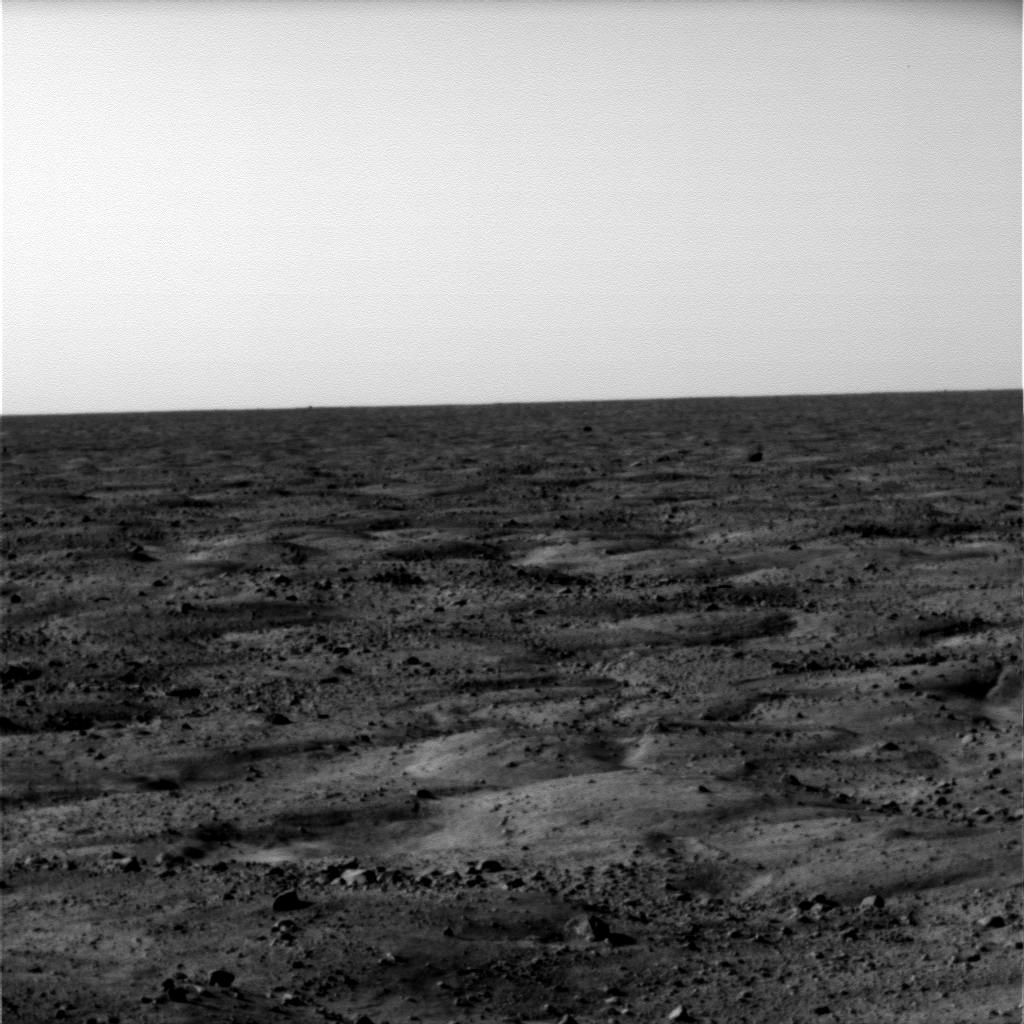
Polygony permafrostu na Marsu, pořízeno sondou Phoenix lander.
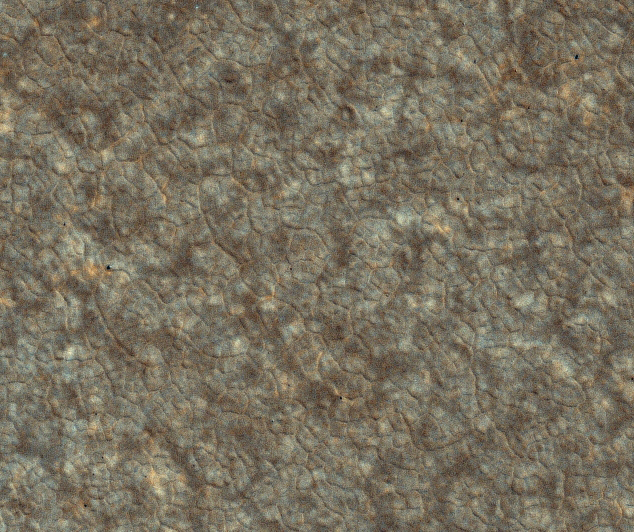
Obrázek povrchu Marsu s polygonálním vzorem v nepravých barvách. Pořízeno sondou Mars Reconnaissance Orbiter.
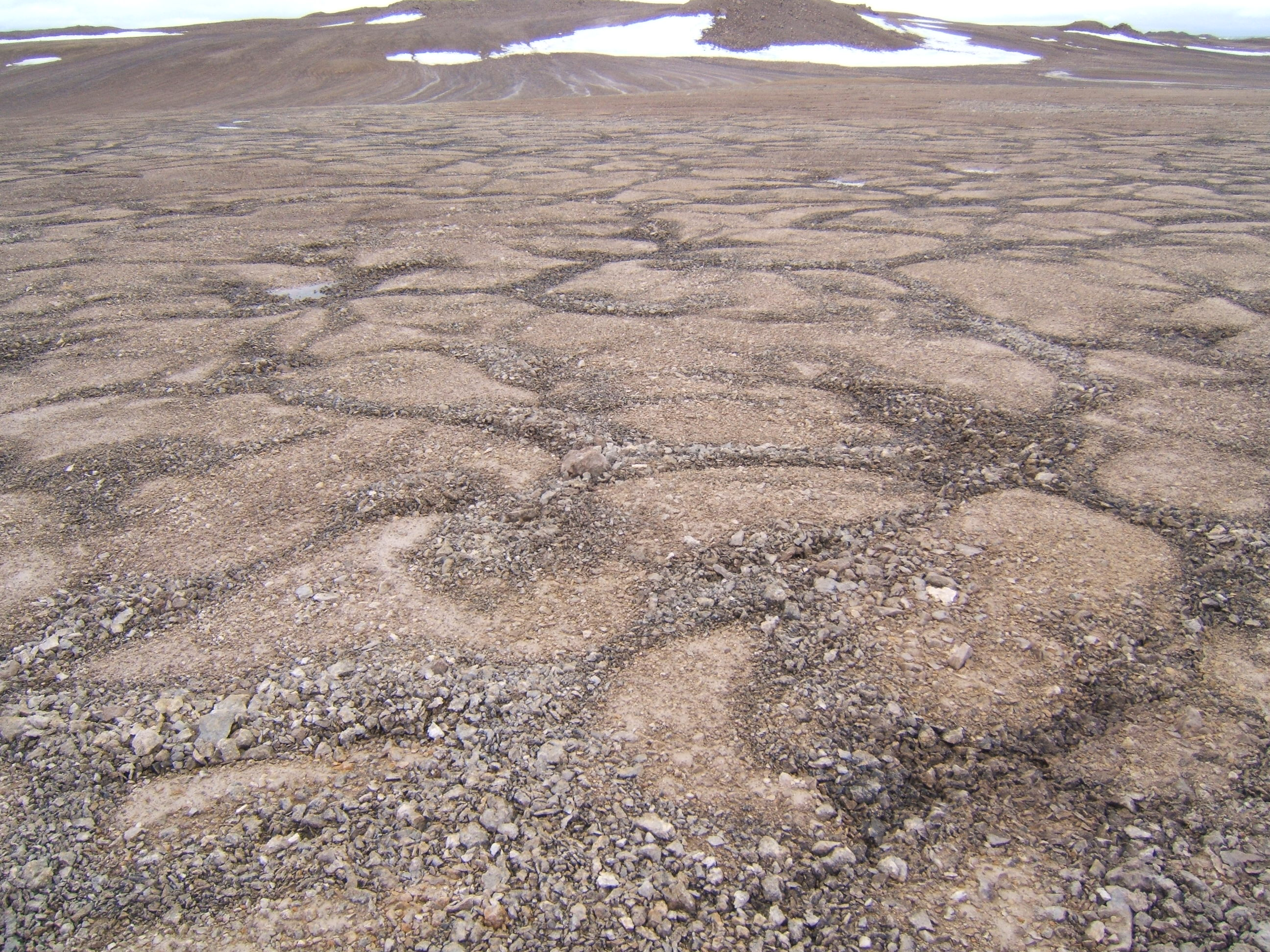
Pro porovnání: strukturální půdy na Zemi.